# 貝社員
- キャラクターバトルクラブ > 貝社員
- ZIP! > 朝だよ!貝社員

貝社員（かいしゃいん）とは、モリ・マサ監督（スタジオアウトリガー所属）が企画制作したショートアニメ。2014年よりTOHOシネマズで幕間上映される『キャラクターバトルクラブ』で流されたショートアニメーション。また、その作品に登場する貝の姿をしたキャラクターの総称。2016年4月から2019年3月まで日本テレビ系列『ZIP!』内で『朝だよ!貝社員』のタイトルでテレビアニメ化されていた。同年7月より、「DLE」のYouTubeチャンネルにて『デラックスだよ!貝社員』のタイトルで配信される。

## 概要
身の回りにいそうなダメな会社員を貝に見立て、ダメ会社員を歌で紹介するアニメーション。2014年より『キャラクターバトルクラブ』で上映され、同枠で年間チャンピオンを獲得するなどの人気を誇った。2015年4月よりマイナビウーマンとコラボしたコラムが掲載されている。2016年4月4日から2019年3月29日まで『ZIP!』内のアニメコーナー(当初は毎朝6:45頃、2018年10月1日より毎朝6:27頃)にて『朝だよ!貝社員』のタイトルで放送された。

### 経緯
元々「私は貝になった」という変身 (カフカ)のような話をブラッシュアップしてできた作品である。ZIP!のサイトには「『ダメ会社員あるあるネタ』をお届けします。」とあるように、『キャラクターバトルクラブ』や朝だよ!貝社員の初期は会社員あるあるネタがメインで、ニュース番組内のコーナーらしく、今時の社員やジェネレーションギャップなど、シュールギャグの中に社会を風刺した話が多く、あるあると共感を得て、人気を博した。
アニメの回が進むと、「新しい事をやって進化しよう！」と、マジックリアリズム的側面が強くなり、荒唐無稽な設定や話が増え、また日常回だとしても、貝社員ではなく（貝社員の家族のように）人間側が問題を起こしたり、おかしな行動をしている場合も少なくなく、（七光くんのように）もはや人間では不可能な現象を引き起こすキャラクターも出現する有様で、貝社員も段々と設定された個性を無視したり、反するような言動をしたりする回(作中で歌になっている「アッサリ投げ出さない」や「社交辞令…じゃない時もある」のような逆説的に貝社員の性格に関するネタとは異なる）や、（パウア貝がパワハラする理由など）現実の社員のあるあるとは乖離する内容も見られ、新キャラも従来の「身の回りにいそうなダメな会社員」でなく、（フミ貝のように突然ラップするような）あまり現実にはいない社員も登場し、ついには全く貝社員が出演しない回まで放送するようになった。
しかし、風刺的側面が薄れて（あるあるネタでない話や貝社員でする必要性のない話が多くなり）壊れていく作品に、初期のあるあるネタを気に入っていた視聴者はネタ切れと評価して、離れてしまい、2019年3月18日に、同月29日の分を以て放送を終了することを発表し、『朝だよ!貝社員』としては3年間の歴史に幕を閉じた。なお、このコーナーの終了をもって『ZIP!』放送開始当初から8年間続いてきた『あさアニメ』自体も終了した。
2019年7月から2021年3月まで、『デラックスだよ!貝社員』のタイトルで、金曜日に配信されていた。舞台や貝以外のキャラクター、歌も一新される。一部の話はファンのエピソードを参考にしており、ダメ社員あるあるだけでなく、ダメ会社あるあるもネタにするようになる。しかし、（公式動画や朝だよ!貝社員で出演していない）新キャラクターの狭義の貝社員が一人も登場しないまま、更新頻度が縮小されて行き、2019.10.04 から公式サイトの更新も停止され、2020年9月4日の配信時にはFINAL SEASONが告知され、番外編で、朝だよ!貝社員では(コンテンツに深みがなくなってしまうため)守ってきた「実在する貝を元に作るということ」まで壊し、アドレセンス貝のような架空であるばかりでなく、生物的にも存在しえないキャラクターも登場させるようなった。

### 設定
原作の『貝社員』、『朝だよ!貝社員』、『貝社員 浅利順平』、『デラックスだよ!貝社員』で設定は微妙に異なる。
貝社員
あくまで、実際にいるダメ社員を貝に「（擬人化ではなく）擬貝化」させたキャラクターであり、性格の矯正などをすると、ほかの貝の種類の貝社員に変化する設定である（カモ貝を元自衛隊の上司に組ませるとハイ貝に変化する等）。社名もシジミの動画では「〇×商事」であり、TOHOシネマズの社員証（ネックストラップ）では「株式会社さざなみ飲料」という社名である。
朝だよ!貝社員
生まれつき貝の姿をしており、人間との間に子供が生まれる設定（生まれてくる子供は人間か貝のどちらか）。性格はハイ貝のように先天的である場合と、シャコ貝やツメタ貝のように後天的である場合があり、性格が変わっても姿は変わらず、また、（人格の入れ替わりやカップイケ麺等で）姿が変わっても性格は変わらない。ホワイト企業が舞台で、社名は（放送された番組から）「ジップ商事」である。
貝社員 浅利軍平
「貝社員」と揶揄されているだけで普通の人間であり、性格も後天的であるキャラクターもいる。ビール会社の窓際族が集まる営業四課の設定である。
デラックスだよ!貝社員
ブラック企業うずしお商事（「貝社員 浅利順平」の営業四課に相当する）「営業Z課」の設定。営業課だけでなく、一部の貝社員は他の部署に所属するなど、『朝だよ!貝社員』では曖昧だった所属がはっきりと分かれている。（他の作品ではモブキャラとして多数存在するのに対し、）Z課には鴨山課長と佐藤以外人間は（本編には）在籍していない。

### 全体の流れ
1. オープニング（貝社員の唄）と共にその日の主演の貝が紹介される（アサリなら「アサアサ アサリは[6]」、複数の貝社員が出演する回なら「いる イラ 貝社員[6]」、番外編の時は「今日は番貝編[6]」）。
2. 本編が始まり、（出演する貝社員が一人の場合）作中にキャラクターの性格を歌った歌詞が流れる（アサリなら「アッサリ投げ出す[6]」）。
3. 調理オチの歌詞が流れて、出演する貝社員が一人の場合モチーフとなった貝の名称とイラスト、学名、所属する科が表示される。複数の貝社員が出演する回なら（また次"回"をもじった）「また次"貝"」というふきだしと共に特徴的なキャラクターが表示される。

以上が『朝だよ!貝社員』の基本的な流れだが、（『朝だよ!貝社員』が放送される前である原作の）『貝社員』の動画では若干構成が異なり、『朝だよ!貝社員』でも回が進むと2.や3.の部分は省略される回が増えている。『デラックスだよ!貝社員』では廃止され、2.の歌詞が流れることもあるが、歌としてはすでに破綻している。複数の貝社員が登場するようになる（一部除く）。スタッフクレジットが必ず付くようになり、（一本の長さが45秒だったのが、）時間が2分半〜3分半程度の不定的な尺になった。

## キャラクター
特記のない声優は不明。キャラクター名は（『デラックスだよ!貝社員』に登場するキャラクターは）スタッフクレジットの表記による。なお、（『デラックスだよ!貝社員』では下記のキャラクターを除く）キャラクターを（アニメ制作者をはじめとする）DLEの社員が声を演じているが、一部のキャラクターはスタッフクレジットに声優の表記がない。

### 貝

#### 貝社員

##### 貝社員キャラクター
ここでは公式サイトで貝社員キャラクターの欄に記載されている貝社員のうち、未登場の貝社員を除いたものを挙げる（公式動画未登場でも書籍等で登場し、『朝だよ!貝社員』で登場したキャラクターは含める）。
アサリ（男性）
声 - モリ・マサ
ありとあらゆる仕事をアッサリ投げ出す。社内ニートの貝社員。この作品のメインキャラクターとして扱われている事が多い。怠惰が信条な飽き性で、悪知恵がとても働くが、根はいいところがある。
極度の面倒くさがりで仕事は後輩や同期に（時には課長を含む先輩にも）押し付けたり、野外施設の視察を人工降雨発生装置を開発してまで中止にさせようとしたりするなど、仕事をサボるためなら、どんな努力もいとわない。その反面仕事以外の事ではピンチの仲間をクールに救ったり、アッサリ投げ出す精神が、知らず知らずのうちにワーカーホリックな社員の自殺を踏みとどめさせたりする等、役に立つ行動をする一面もある。
新人の尾崎に好意を寄せられているが、本人の好みは「アフリカスイギュウみたいな髪型の子」なので（貝社員の「投資 TO THE FUTURE」）、バレンタインに尾崎から告白された際には断っている。しかし、嫌いなわけではないため、過去に自分がマテ貝に言った「仕事は待たせても女は待たせない」の信条に従い、尾崎がデートの待ち合わせに遅れても待ち続けたり、尾崎との別れの際には飛行機に見送りに行くなど、男らしい行動をする一面もある。
カモ貝、ハイ貝、佐藤、三上とは職場で同期。電車通勤。キャリアポイントは－80万。
趣味はバードウォッチングをする人を観察する「バードウォッチャーウォッチング」であり、そのときには「キュウリ」が欠かせない。基本的に仕事をサボって携帯型ゲームで遊んでいる。動画作成のノウハウがあり、動画サイトにアップロードしたり、地元の友達の高橋のお祝いムービーも創ったりしている。
特技は作詞・作曲・ダンス。2次会のカラオケで自身が作詞・作曲の「課長への無礼講」という曲を披露した事がある。アサリが踊り始めると周りにいる人はみんな盛り上がる。ハイ貝やヘンマハンマ族の言葉を理解できる。「分身サボリの術」という、ハマグリが使用したものよりクオリティーの高い分身の術や、人間や動物からサボりパワー（怠け心）を奪って集めて集積型のエネルギー弾にして相手にぶつけ、対象物を無気力にする「サボり玉」を会得している。初期の頃は、怒ると触角（出水管）の中から水を吹き出す事があるなど貝の性質もあった。
入社の決め手は「近くにバッティングセンターがあるから」（貝社員！農林水産省へ行く）で、出世欲もプライドもなく、パウア貝のパワハラも効かない。仕事をしないだけならまだいいほうで、アニメの回が進むと「遅刻」「昼寝」「発注ミス」「メール無視」「商談放棄」「情報漏洩」更には嘘や会社の金を湯水のように使って経費で落とそうとしたり、会議などの仕事の場でも金儲けしようと企むようになる。
非常識に対する適応力が高く、荒唐無稽な種族や会社との取引は真面目に仕事したり、適応しすぎて迷惑をかけたりすることが多い。
カップイケ麺を食べると思わず（女性と結婚している）男性の課長も惚れる青髪の美青年に変身する（ただし頭の水管はそのまま）。
回を重ねるとアッサリしたキャラクターであるはずなのに、性格や趣味がかなりひねくれるようになり、アッサリではなく、社内で悪戯をするような悪戯坊主になり、仕事で課長（ら人間キャラ等）への（嫌がらせや悪戯等の）弄りが段々酷くなっていく。オフィス内に飲食店（バー、寿司屋等）を開いてサボることもあり、ハマグリとキャラクターが被ってきている。また、（自身が怠惰なキャラクターなのに）他人の怠惰を監視や注意するような話もあり、イシ貝とキャラクターが被っている。
カキ（男性）
声 - モリ・マサ
役職は課長。課長（人間）のように部下のミスに対し、相手のためを思って叱責する雷親父のようなキャラクターというより、機嫌が悪いとすぐカッカとキレ、周りにアタるヒステリックなクラッシャー上司であり、居眠りしていたという自分の非のある時にもそれを認めることが絶対にできない性格である。パソコンが動かないだけでも叩いたりして乱暴に扱ったり、時にありもしなかった支離滅裂な指示を部下に突きあてることもある。精神は未熟なので、(課長のように雷親父的に)アサリに会議中の携帯ゲームの使用を注意しようしても結果的にゲームを助長したり、ワスレ貝の指導が結局逆切れの仕方だったりする。
野球チーム「ブラック・カンガルーズ」のファン。職場ではアサリ、カモ貝、ハイ貝達より先輩であり、パウア貝、課長（人間）と同期である。陰で「THE ブチギレダンプカー」と呼ばれている。究極ブチ切れ奥義として「活火 武血炎 戯零燃 旋風脚」が使える。汗っかきな暑がり。底生生物である牡蠣らしく、深海でも割と平気である（『デラックスだよ!貝社員』22話）。
いつも他人にキレているが、キレられると弱い。『朝だよ!貝社員』では妻子持ちである事が判明しているが、妻には頭が上がらないというより、妻が（人間でありながら）カキ以上のカッカとキレる性格である。娘が3人いるがその娘たちにも軽く扱われており、家族扱いされないどころか単なる道具扱いされることもあり、家族内のヒエラルキーは一番下（本人いわく「猫以下」）。浄化能力に優れる牡蠣らしく、自宅ではいつも台所の掃除をさせられる為、会社の後輩の女子社員が水回りの掃除に困っていた際には詳しく方法を教えた。とはいえ、節分に海外旅行に出かけることもあり、娘の可愛さのあまり、娘の学校の教諭に対して「モンスターペアレント」になることもある。寂しい時は路上で拾ってきた子猫を可愛がる。実母は普通の人間。
元々、歌の歌詞は「周りにアタる（カキだけに）」だったのだが、#158から「カッカとすぐキレる（カキだけに）」に変更されている。だが、「カッカとすぐキレ…られない」の場合もある（花粉症を患った時、カキ家での話等）。
モチーフにしているのはマガキである。
「デラックスだよ!貝社員」では、16話にパウア貝と共にZ課に社内左遷させられた。「貝社員の描くっす!自分らしいキャリア」の漫画には額に「5」が書かれた「5年後のカキ」が登場する。
ハイ貝（男性）
声 - モリ・マサ
本来はイエスマンというより「空返事だけして理解していない会社員」であり、アニメでも返事だけは「ハイ!」っと立派とあるあるネタをすることもあるのだが、（言語がすべて「ハイ!」の）ハイ語しか喋らず、（アサリ以外の）他人と話が通じない設定になっている。課長と人格の入れ替わりをした際には、入れ替わった課長も「ハイ!」しか話せなくなるなど体質的なものであり、作中では「ハイ!」しか喋らないものの、一定の手続き（嘘発見器、アサリの通訳等）で何を言っているは分かる。同じハイでも、言い方にはいくつか種類があり（「ハイ⤴︎?」で不満、溜息をつきながら言う等）、多少変化したセリフを喋った事が何度かあれば、文字を書くことも出来る。どうしても嫌な時だけ、首を横に振るか、低い声で否定や反対を表現する上、「ナイ!」や「いいえ!」と喋ったこともある（カモ貝や課長の意見に反対する時等）。アサリの夢の中では低めの声で饒舌にしゃべる人格である。
英語で話す時も「Yes!」を連呼し、外国人を困らせていたが、世界数ヶ国・地域（ニューヨーク、フランス、中国等）にも同種がいて、それぞれの言語・方言の「ハイ!」を連呼している。
「ハイ!」を連発して口をアップするシーンが多い。公式動画の貝社員グッズ紹介で「ハイ!」を連呼し、アサリにうるさがられて、水をかけられることがよくある。
カラオケでは「ハイッ!」を連呼するだけの歌詞の「HENJI」という曲を歌っていた（その曲の作詞はムール貝の元彼氏）。
涙に五月病を治療する効果がある。海を濾過する貝だけあってナチュラリストであり、（生物学を無視して、ヒヨコから育った）プテラノドンの棲息地をアサリ達で守った。
課長の機嫌をとるために、動物（犬、パンダ等）に変装することもあり、まるで幼児かと見間違うような言動だが、アサリやカモ貝達と職場で同期である。彼の家族全員も「ハイ!」しか喋らず、（2020年4月5日現在）判明している貝社員の家族では、唯一の両親とも貝である。
『朝だよ!貝社員』では、頬に渦巻きが追加された。
誕生日は8月1日。獅子座。故郷はジップ商事から徒歩で行けるくらい近いハイ貝村であるが、自身は八王子方面在住（#117で、タクシーで一緒に乗った課長が指名しただけであり、詳細な住所は不明）。から揚げが大好物であり、待ち受け画面にするほどである。
『デラックスだよ!貝社員』では、『お盆休み』の回に、Z課の社員なのに、（配信時登場している貝社員の中で）唯一出勤ボードに名前が書かれていなく、(あるあるネタではない)ハイ語を話すだけのキャラと化しており、返事だけは「ハイ!」っと立派に相当する生返事に関する言動はとっていない。
アワビ（男性）
声 - モリ・マサ
その場しのぎの貝社員。しゅ（す）みませんが口癖で、自分がどんなに悪いことをしても謝罪すれば周りの気が済むと思っているため謝罪の言葉に誠意がなく、謝罪したあとは何事も無かったかのように通常通りに仕事をする。お詫びの為のツール（目薬、世界各国の言語で書かれた謝罪状等）を数多く完備している。いつも土下座する際に額を強打しているので、絆創膏をしている。
フグが好物（#222）。アサリやムール貝がさん付けしており、アサリ達やムール貝より先輩である。
プライベートでは、OUR-b名義でメタルバンドのメインボーカルを務め、破壊的なステージを繰り広げている。一度ソロでメジャーデビューの話が来たが、メンバーのために断っている。
単語のアクセントが標準語に比べておかしいことがある（#334）。
アニメの回が進むと、迷惑をかけても謝らなくなり、仕事中漫画を読んだりしていて、アサリとキャラクターが被ってきている。
『デラックスだよ!貝社員』では（"excuse me"の意味以外で）長らく、謝罪に関する行動はとっていなく、初めて謝罪をしたのは2019年11月1日の分が初であり、極端に少なくなっている。
『朝だよ!貝社員』では会社の近くに住んでいたが、『デラックスだよ!貝社員』では電車通勤である。
モチーフにしているのはマダカアワビである。
ムール貝（女性）
声 - ゴンチ（Charisma.com）（コラボレーション時のみ）、山根万菜実（『デラックスだよ!貝社員』）
スイーツ（笑）系の貝社員。飲み会やラーメンなどの女子力が低いことを嫌い、適当な答えで惑わせて周りが被害を被る。どんな場合でも定時（17:00）になると即退社する。体にはかなり敏感で、ニキビができただけで有給休暇を志望する。冷え性で寒がり。汐留ニャッツ・アイの次女（的存在）。
公式動画では貝殻に何も無かったが、『朝だよ!貝社員』では、貝殻に宝石が追加され、服装も（普通の事務服から）マイナーチェンジしている。
『デラックスだよ!貝社員』ではトリ貝と共に社員として登場。デラックスだよ!貝社員では初のモブキャラ以外の女性キャラクターである。
ムール貝とはイガイ科の貝の総称であるが、モチーフにしているのはムラサキイガイである。
カモ貝（男性）
声 - モリ・マサ
曖昧模糊な貝社員。語尾に「〜カモ」を付けてあやふやにするが、課長のせいにする時や、非常事態（プテラノドンの故郷を守る時、会社を辞めようとする課長を思いとどまらせる時等）の時等は、断言する。
新人の尾崎に密かに思いを寄せ、幾度となくアプローチをかけようとするがいつも失敗に終わってしまう。ついに口癖の「カモしれないっすね」を語尾に付けずに告白を言い切り尾崎を驚かせるが、フラれてしまう。
性格は曖昧で恋愛についてだけでも、17才の視聴者のデートの誘いを合コンの保険にするほど狡猾だったり、尾崎に一途だったり、初デートで親を同伴させるくらい甘えん坊だったりする。
職場ではアサリやハイ貝とは入社当初からの付き合いだが、ハイ語を理解できない。両親とは離れて暮らしていて、自転車通勤（#4）であるが、合コンなど（飲酒するような会）では山手線を使い、遅刻しそうな時等にはわざわざ遠くに住んでいる両親に車で送ってもらったこともある。スノーボードが上手だが、本人は向いていないと思っている。過去に「サモアの大鷲」と揶揄されたことがある。
公式アプリ貝社員の断末魔では、初期は公式Twitterで「偽りのカモ貝」と言われるほどまったく異なる姿だったのだが、アップデートでデザインが公式動画の姿に変更され、更に『朝だよ!貝社員』では、無地のジャケットから、カモフラージュの「カモ」にかけて迷彩柄のジャケットに変更されている（通称カモ柄）（公式動画では課長の妻と不倫している設定だった）。元々、調理オチの歌詞は「あぁ〜 殺菌して缶詰にして〜」だったのが、『朝だよ!貝社員』では「あぁ〜工場送りにして缶詰にしてぇ〜」に変更されている。
アニメの回が進むうちに（ひねていくアサリとは反対に素直になり）あやふやにするよりもツッコミ役や両親が迷惑をかける話が増えていき、「カモ」が語尾の口癖と化している回も増え、その口癖さえ言わない回が増えていく。
『デラックスだよ!貝社員』では長らく、「カモ」と言ったことはなく、初めて「カモ」と言ったのは2019年11月1日の分が初であり、極端に少なくなっている。デラックスだよ!貝社員では朝だよ貝社員とは異なり、実家暮らしであり電車通勤である。
シャコ貝（男性）
声 - モリ・マサ
社交辞令がしつこくて嘘くさい太鼓持ちな貝社員。社長や常務のような立場が上の人物をただひたすら褒めており、逆に人を食った態度が相手に不快な思いをさせてしまっている。上司や将来性のある相手には腰巾着に徹するが、そうでない相手（春日が大企業「玉の輿商事」を退社したことがわかったときなど）には手のひら返しとばかりに悪態をつく。
毎朝自宅の本棚の裏に隠された部屋で次々に現れるポスターに描かれたお題に対し、瞬時に社交辞令を言うトレーニングが日課であり、影で努力をしている。社長との接待ゴルフの際ホールインワンをしたり（#149）、壁を登ったり貝殻を変形させてホバーするなど驚くべき身体能力を発揮する。ピコピコハンマーや扇子などの小道具を瞬時に出すことが出来る。秘めたる力を開放すると潜在社交辞令力を3%から100%に引き上げる「エクストリーム社交辞令」を発動できるが、使用すると入院するほど体を酷使する。
自分のことは棚に上げて、他人の社交辞令には非常に厳しい面も（#363）。カモ貝がさん付けしていることから、アサリ達より先輩である。
ジップ商事元社員の徳島えりかとは幼馴染みである。えりかに対しては子供の頃キーホルダーを渡した頃からほのかな恋心を抱いていたが、叶わぬ恋に終わった。高校時代、彼女に一人しか選ばれない大学の推薦枠を譲った(#422)。幼いころはえりか曰くおとなしくてかわいかったらしい(#317)が、えりかのせいでシャコ貝は今の性格になった。
アニメの回が進むと、社交辞令を全く言わない回も増えてきている。
『デラックスだよ!貝社員』本編では、はっきりとした社交辞令は行われなく、『FXだよ貝社員』の動画にしか社交辞令の描写がない。
モチーフにしているのはシャゴウガイである。
ホラ貝（男性）
声 - モリ・マサ、白井悠介（イケメンVer.）
後輩や女性の前で平気でホラを吹く法螺吹きの貝社員。ただし絶対に人を騙すような詐欺はしないなど、少なくともほら話に対して一定の善悪基準を設けている。
女性キャラクターをお持ち帰りしようと企む、少しエッチな一面もある。
本人は意識高い系を装っているが、運動も歌も英語も不得手。また、貝の癖に泳げない（#75）。
学生時代はテニスサークル「ラブリーズ」のメンバーだった（#345）。
職場では大金持ちの父親がいるようなほらを吹いているが、実は弟と妹とアパートに住んでおり（親の存在は不明）、帰宅後は弟達にすぐに夕食を作って食べさせたり、妹の誕生日には欲しがっていたプレゼントを探し回って買ったり、優しい兄である。家で吹くホラは、兄弟を楽しませるためのもの。
一時期（2019年2月11日#710『特訓』）法螺吹き養成機関「ホラの穴」で特訓したことがある。
吹くホラがだんだんと変遷し、公式動画や朝だよ!貝社員初期は意識高い系で、モテたり、自分を高く見せるホラがメインである。
中期は妹たちのために吹く方便的なホラがメイン（この頃から作中で一切ホラとは関係ない話の回が出てくる）。
末期やデラックスだよ!貝社員では、ホラを仕事をサボる口実にする等、ホラというより嘘をつくようになり、（中にはホラとは関係なく、ただ社内でバカンス気分でサボる回もある）アサリのようなキャラクターになった。
マテ貝（男性）
声 - モリ・マサ
上司キャラ。いつも「待ってー」で用件を先延ばしにする。ときに、重要な事まで先延ばししてしまう事も。
のんびり屋のマイペースで周りを振り回す行動も多く、課長に注意される事もある。
人を待たせておきながら、自分は待たない一面もあり、レストランで「15分かかる」と言われた時は「もっと早く出来ないの?」と催促していた。
長年付き合っていたが、マテ貝の煮え切らない態度に愛想をつかせて別の男と結婚しようとした小苗と結婚し、子供が誕生している。
車の運転と歯医者が苦手。仕事を催促する優秀な社員よりアサリ達のような無能な指示待ち人間を好む。
職場ではアサリ、カモ貝、ハイ貝達より先輩である。公式サイトのTwitterでは課長（おっさん）でいることより、思春期でいたいと思っている。口癖の「（ちょっと）待って」という時はたとえ常務のような上司が相手でもタメ口である。
体の伸ばすことが出来る貝社員の中で、体型も相まって一番変形することが出来、壁を作ったり、巻き付いたり、こん棒のように体を叩きつけたりすることが出来る。
トリ貝（女性）
声 - いつか（Charisma.com）（コラボレーション時のみ）、瀧田理絵（『デラックスだよ!貝社員』）
肉食系女子の貝社員。若い男（GUY=ガイ）を獲得しようと必死。ホラ貝とは逆に男性キャラクターをお持ち帰りしようと企む。
汐留ニャッツ・アイの長女（的存在、つまりリーダー）。
幼少時には自称男嫌いであり、眼鏡をかけていた。
アニメの回が進むと、マッチョの男を侍らしてサボるような回もある。
『デラックスだよ!貝社員』ではムール貝と共に社員として登場。デラックスだよ!貝社員では初のモブキャラ以外の女性キャラクターである。『デラックスだよ!貝社員』本編では、はっきりとした男性を漁る描写は行われなく、『FXだよ貝社員』の動画にしか男性を漁る描写がない。
パウア貝（男性）
声 - モリ・マサ
上司キャラ。大量の書類を強引に押し付けるなどして、「査定に響くぞぉ〜」と脅してくるパワハラ上司。しかし、若手社員の名前をあまり覚えていない。「えーっ?」が口癖。また、佐藤へのパワハラの一部始終が新人研修の動画に使用されたこともある。社員との野球では、キャッチャーを担当する。
「査定を操りし俺」を自称し（#53）、花粉を纏ったり迎えに来なかった佐藤を「左遷」宣告したり（#245）、ジップ商事の二次面接官であったこと（#310）から、人事系の部署所属と思われるが、ビジネスの専門用語には疎い。相手のプライベートなことを言って追い詰める精神攻撃が得意。
職場ではアサリ、カモ貝、ハイ貝達より先輩であり、カキ、課長（人間）とは同期だが部署はそれぞれ違う（#286）。
妻帯者だが、夫婦仲は冷め気味である。有名な実業家の著書を読み、部下に対しての飴と鞭の使い方を覚え実践しようとしたが失敗してしまい、結局いつも通りただのパワハラになってしまったり、後輩にご飯に誘われても照れて逃げてしまったりと実は後輩と素直に接する事が出来ないのを悩んでいる。マテ貝とは逆にまじめに頑張る部下を評価し、珍しくアサリ達が頑張った時は手伝ったり、佐藤が誕生日を迎えた時は書類の山にメッセージカードを封入したり、彼が風邪で寝込んだ時は家を訪問し、お粥を振る舞ったりした。
公式動画では髪がフサフサだったが、『朝だよ!貝社員』では、アワビとの差別化のためバーコード頭に変更された（新入社員時代は例外）（公式動画の髪型は「若き日の三人」の時のパウア貝の髪型として採用されている）。
『朝だよ!貝社員』の回が進むと、普通パワハラは本人には自覚はなく（鴨山課長のように）仕事に自分に厳しいがゆえに部下にもそれ以上を求めるゆえに起きるが、パウア貝の場合は「本人はパワハラしているという自覚があるが、実際は楽しようとして他人に仕事を押し付けるだけ」ということにされる。
パウア貝とは3種の貝の総称であるが、モチーフにしているのはヘリトリアワビ（学名 Haliotis iris）である。しかし、動画の最後の貝類の紹介箇所で（ヘリトリアワビ）とはなっていない。
『デラックスだよ!貝社員』では、2話でアイキャッチ風にカメオ出演した後、16話で本格的にうずしお商事の課長（課は不明）として同じような設定で登場し、パワハラを部下にして、その罰として懲戒的にZ課に左遷させられた。『朝だよ!貝社員』とは異なり、（少なくとも表向きには）本人はパワハラを否定し、「教育的指導」と称している。
この他、普通の人間として第4話に「パワハラ上司」（声 - モリ・マサ）がいるが別人。
オウム貝（男性）
人の説明をいちいちオウム返しにする。
課長などと言い合いになると、オウム返しした言葉に、相手の悪口を付け加えて言う事がある。他の貝社員の言葉や、機械や生き物などの物音、相手の行動、字や絵やついには劇中歌さえも第四の壁をも破ってオウム返しにする。オウム返し以外の言葉は基本無口だが、ハイ貝のように全く言葉が通じないわけではなく、多少はしゃべることが出来る。4人兄弟の次男。
『朝だよ!貝社員』でメインとしての登場は、2017年10月26日（#390）『オウム貝一家』が最後である。
なお、モチーフであるオウムガイは頭足類に所属する。
ワスレ貝（男性）
声 - モリ・マサ
忘れん坊な鳥頭の貝社員。肝心なことは忘れる癖にどうでもいいことは覚えている。課長の顔すら忘れてしまう反面、課長との思い出や幼い頃の初恋の相手など感情とともに覚えたことは忘れなく、風邪などの病気になると逆に記憶力が良くなる。「ポカやっちゃった〜」が口癖。
職場ではアサリ達に敬語で話している。（カモ貝のようにしらばっくれているわけではなく）忘れっぽいだけなので怠惰な貝社員の中では努力家なほうであり、カキに弟子入りしたことがある。
実家は新幹線の沿線(#352)で最寄りの駅名は「ここ」。母親や、祖父母（父方か母方かは不明）は普通の人間。普通免許を所持している。
公式アプリでは女性貝社員だったが、『朝だよ!貝社員』では性別とデザインが変更されている。
「デラックスだよ!貝社員」では本編より先に「リポビタンマン」×「貝社員」コラボでZ課の社員の一員として初登場した（本編では13話で初登場）。
ミル貝（男性）
声 - 不明（2016年12月29日『2016年を振り返って』まで)→杉山紀彰(2017年4月11日『ミル』以降）
SNS及びインターネット依存症の貝社員。
パソコンできちんと仕事をしていると見せかけて、いつもfacebook（『朝だよ!貝社員』ではSNS）や動画サイトなどを見ているネットジェネレーション。
しかも、人の給料明細のような個人情報も覗き見る。アサリよりも結婚は早く、相手はネット上で知り合った人である（貝社員の「投資 TO THE FUTURE」）。
『朝だよ!貝社員』でメインとしての登場は、2017年6月12日（#294）『投稿者は…』が最後である。
ミル貝とはミルクイとナミガイ類の総称であるが（この二つは分類学的にも離れている）、学名部分はミルクイ(Tresus keenae)のはずだが、顔（水管）は白くてナミガイのようになっている（「ビックリ！貝まつり」の展示もナミガイである）。
『デラックスだよ!貝社員』本編では一切登場しないが、「貝社員の描くっす!自分らしいキャリア」の漫画には登場している。
シジミ（男性）
声 - 不明（公式動画）→増田俊樹（『デラックスだよ!貝社員』）
干物男の貝社員。スーツはビシッとしているが私服が地味。仕事が出来るので、女性社員からは好かれている。
『さわるとキケン! 貝社員図鑑』では、デートで予約するレストランが地味だったり、割り勘である。
『デラックスだよ!貝社員』では、ヘビメタ調のエンディング曲を歌っているが、毎度のようにアサリから歌の詞が地味とツッコまれている。
『デラックスだよ!貝社員』の本編には登場したが、前述の「仕事では迷惑をかけないキャラクター」ではなく、真面目なはずのスーツ姿で（アサリ達が勝手に開催した）社内カートレースの審判になるなど、キャラ崩壊も甚だしい言動や設定が付け加えられる。

##### 「朝だよ!貝社員」オリジナルキャラクター
ここでは公式サイト上で「朝だよ!貝社員」オリジナルキャラクターの欄に分類されているキャラクターを挙げる。基本的に芸能人や本業声優が声を当てているキャラクターがメインだが、ワスレ貝は朝だよ!貝社員が初登場だったり、ミル貝は朝だよ!貝社員の途中から本業声優が声を当てているが該当しなかったり、ツブ貝はデザインが一新されたことで該当したりと例外も多い。また、『朝だよ!貝社員』オリジナルとカテゴライズされているにもかかわらず、一部のキャラクターは『デラックスだよ!貝社員』にも出演している。
ハマグリ（男性）
声 - 浪川大輔
視聴者投稿により『朝だよ!貝社員』で追加されたキャラクター。非常に凝り性で、あらゆる物事にすぐハマるが、仕事にはハマらない。同じ仕事でも副業やVR上の仕事はやる気が出るのに、本業の会社の仕事となると途端にやる気が出なくなる。一度ハマるとアサリ以上に仕事に身が入らなくなるが、長くは持たずコロコロ変わる。ゲームなどにハマりすぎると、現実との区別がつかなくなり、蜃のように、現実世界に幻を見せてしまう。活発でハイテンション。
イメージ料理は網焼きであり、視聴者投稿をそのまま採用している。
アニメの回が進むと、単純に何かにハマるだけだったのが、それを通じて会社を早退したり、仕事を他人に押し付けるようになり、アサリとキャラクターが被ってきている。
フルイ貝（男性）
声 - 浪川大輔
老害系貝社員。いつも言動が古く機械オンチなおじさん社員。言動が古いうえに所持品もかなり古い年代物ばかりであり、京都まで東海道中膝栗毛のような旅をしたり、銅鏡を持参していたり、もはや古いというよりタイムスリップした人のような時代錯誤っぷりである。特に愛用のカメラは古い以前にもはやフィルムすら取り扱っていないような歴史的価値のありそうなものだが、19歳の時に撮った写真はカラーである。
オヤジギャグもよく出るが、アニメの回が進むとカキやパウア貝たちにその座を譲っている。
眼鏡をかけているが、19歳の時にすでにかけていることから、老眼鏡ではなく近眼。
前述の通り機械オンチであるため、資料のコピーは手書きで行い、プレゼンの際にはプロジェクターを使わず、紙芝居で映画『男はつらいよ』のパロディをし、くしゃみの余韻も古く、まるで江戸っ子のように振る舞っているが、19歳で上京した地方出身である。
職場ではアサリ、カモ貝、ハイ貝達より先輩である。
動画の最後の貝類の紹介のところでフルイ「ガイ」と貝がカタカナ表記である。
ヒ貝（男性）
声 - 江口拓也
被害妄想が激しい貝社員。極度の心配性で、過剰に被害を避けようとする。普通の人が問題視する部分は置いておいて、どうでもいい部分を取り越し苦労し、かえって相手に失礼だったり、騒ぎを大きくすることがある。そしてそのめちゃくちゃな杞憂がしばしば当たっていたりする。
「マズいよ〜」が口癖。野球では球速が170km/hを記録するほどの剛腕ピッチングをする。
職場では中堅どころで、アサリ、カモ貝、ハイ貝達より上司もしくは先輩で、カキ（課長）よりは部下もしくは後輩である。
イメージ料理は冷凍食品もしくはアイスキャンディー（ただしこの貝は食用にする習慣がない）。
「デラックスだよ!貝社員」ではZ課の一員として同じような個性で登場したものの、デザインが変更されている。
イシ貝（男性）
声 - 山下大輝
生真面目で完璧主義の貝社員。真面目が過ぎて融通が利かない石頭。情熱は仕事において冷静な判断力を削ぐとして排除し、真面目ではあるのだが、常識はないためおかしな行動を取ってしまう。理論武装で相手を追い詰める「ロジックハラスメント」を使い、時には揚げ足取りや言い掛かりなどの屁理屈な理論で相手を論破する。
博識なインテリであるが、恋愛経験は少ないため、恋心を風邪と勘違いしてしまうウブな面もある。石頭なのは仕事以外の面（飲み会、恋愛等）でも例外ではない。
フルイ貝同様、眼鏡をかけている。「よって不可!!」が口癖。だが、「よって可!!」と言ったことが何回かある（アサリとの言い合いに折れた時、会社からの転勤の命令等）。
怠惰な性格のアサリとは何かとそりが合わず、初登場時からアサリ達と共演しており、イシ貝単体での話が放送されたのは2018年3月28日の分が初である。アニメの回が進むとカキ、パウア貝、課長の同期三人組と共に飲みに行く事もある。
朝だよ!貝社員末期では、真面目キャラなのに、「昼休みのバレーボール」というアイドルユニットのファンということにされて、仕事中に七光くんをペンライト代わりに使用してライブ鑑賞してサボったり、『貝社員を探せ③』で仕事をほっぽり出して逃げだす等キャラ崩壊も甚だしい言動や設定が付け加えられる。
「デラックスだよ!貝社員」では、うずしお商事の経理部という設定である。
カブラ貝（男性）
声 - 梅原裕一郎
1週間海外赴任していただけで、世界を熟知しているかのように振る舞う海外かぶれ（カブラ）な貝社員。「Uh huh?」や「Oops!」が口癖である。
意識高い系で、相手に対してマウントを取ろうとするマウンティング男子な面もあり、海外基準の考えで日本批判をすることもある。
日本では海外を意識しているが、いざ海外に行くと日本人であることを意識して反動で日本かぶれになる。
イメージ料理は宅配ピザ（ただし、ヒ貝同様、食用にする習慣は無い）。
アカ貝（男性）
声 - 増田俊樹
モーレツ社員の貝社員。真っ赤な血が流れるアカガイらしく熱血漢。とにかく明るい性格だが、中身が無い事を言って周りをげんなりさせてしまう。会社の存続に関わるトラブル（彼のミスによる取引先からの契約の解除、取引先の倒産等）が発生しても事態を理解しようとせず、明るさだけで乗り切ろうとする。強がっているが、体がついてこれず、挨拶だけで疲れたり、風邪をひきやすかったり、人の見ていないところで弱音を吐いたり、ぐったりしたりする。
職場では地位的にはアサリ達やイシ貝の上司である。
公式アプリではかつては人見知りで、緊張しやすく、すぐアカくなる青年貝社員だったが、『朝だよ!貝社員』では設定やデザインが変更されている。
イメージ料理は佃煮で、調理オチが判明したのは2018年11月2日の分が初であり、その際には公式Twitterでアナウンスされるほどである。
動画の最後の貝類の紹介のところでアカ「ガイ」と貝がカタカナ表記である。
ツメタ貝（男性）
声 - 江口拓也
ライバルの貝社員。事あるごとにジップ商事よりも好条件を提示してちょっかいを出すアラカセギ商事の一員。あの手この手でジップ商事を妨害してくるが、彼なりの美学があり、ホラ貝と同じく法を犯す手口（パソコンにウイルスを感染させる等）は邪道であり、自ら手を下すことに拘っている。
（『朝だよ!貝社員』の貝社員では）唯一ジップ商事の社員ではないものの、かつてはジップ商事に中途採用で入社したことがある。当初は仕事に馴染めなかったが、アサリと出会ってからは仕事を楽しく思えるようになった。ただ、彼に裏切られたのを機にジップ商事を辞め、同社を潰すという目標を掲げ、アラカセギ商事に転職した次第である。結局『朝だよ!貝社員』の最終回にはジップ商事に戻った。
イシ貝同様、初登場時からアサリと共演しており、ツメタ貝単体の話は『朝だよ!貝社員』では一度も放送されず、イメージ料理も食用になるにもかかわらず、不明である。
最後の貝の紹介が放送されたのは2019年3月12日の分が初である。ただし、オープニングで「ツメ ツメ ツメタ貝は」とならず、（「アッサリ投げ出す」などの）歌も不明であり、公式サイトの紹介欄も他の貝社員は（貝の名前にひっかけた駄洒落などの）性格の部分の色が変わっているのにツメタ貝だけは、その部分がない。
アオイ貝（男性）
声 - 山下大輝
会社の社長のように振る舞うが、社長になるにはまだ青い、つまり経験が浅い貝社員。雑誌「月刊社長」の影響を受けて行動する。社長の座は父親から受け継いだ。
なお、ジップ商事の社長は常務の差分として2016年11月1日（#149）『接待ゴルフ』に登場している。
イメージ料理は不明。
モチーフになったアオイガイは頭足類に所属し、オスは極小でメスにしか殻がないが、この貝社員には貝殻が存在する。
『デラックスだよ!貝社員』でも、引き続きうずしお商事の社長である。
フミ貝（男性）
声 - DOTAMA
喋る時に韻を踏んで喋る貝社員。相手の言葉に韻を踏んで返答することもある。
イメージ料理は不明。
声優のDOTAMAは、『朝だよ!貝社員』オリジナルキャラクターの貝社員では、（『ZIP!』の出演者を除くと）唯一の本業を声優としないタレントである。
3回目の回で早くも韻を踏むではなく、ただのDJネタになっている。
また、初登場がアニメ最末期だった為登場回数は一番少なく、その上アサリを始めとした他の貝社員と共演した話は736話、742話、743話、744話以外全く無かった。
オープニングと動画の最後の貝類の紹介のところでフミ「ガイ」と貝がカタカナ表記である。
カガミ貝（男性）
声 - 桝太一
いかなる時も鏡を手放さないナルシシスト。むしろ鏡がないと落ち着かなくなるほど。「決まんねーなー」が口癖。
自分のことが何よりも好きで、オリジナルグッズを作ったり、バレンタインギフトを受け取っていない女性社員へのお返しのクッキーに彼の写真を挿入したりしてしまうほどである。
悪霊のような湿気に取り憑かれやすく、顔写りが悪いと、呪われていると思い込んでしまう。
カガミガイをモチーフに桝自身がデザインも手掛けた。
ツブ貝（女性）
声 - 川島海荷
スマートフォン依存症である新人のインスタ女子系貝社員。学生気分が抜けないデジタルネイティブであり、勤務中でもいつでもどこでもSNSでつぶやく。母親は普通の人間。
インスタ(SNS)映えを気にしており、動物に例えられるという意味ではインスタ蝿と類似点が見られる。
公式サイトではかつては（ミル貝との差別化のために）陰湿な性格で「モヤモヤ（会社などのグチ）」をツブやく割とベテランの女性社員だったが、『朝だよ!貝社員』登場時には容姿や設定などがリファインされている（のちに公式サイトも『朝だよ!貝社員』のものに変更され、『朝だよ!貝社員』オリジナルキャラクター扱いに変更されたが、マイナビウーマンのコラムには変更前の姿などが載っている）。
唯一『朝だよ!貝社員』のDVDに収録されていない貝社員である（調理オチの画面やDVDの発売後登場したキャラクターは除く）。
ツブとは食用の巻貝の一部であるが、モチーフになっているのはエゾボラ（マツブ）である。

##### 未登場の貝社員
ここでは、公式サイトや原作『さわるとキケン! 貝社員図鑑』『マイナビウーマン』のみに登場し、アニメでは未登場の貝社員を紹介する。
ホタテ（男性）
会議はいつも、スマホかたて（スマホ片手）。
未登場であるが、#128において、ミル貝が閲覧しているSNSの中にホタテの投稿がある。
サザエ（男性）
日曜日の夕方が憂鬱。
ヨメガカサ（男性）
言い訳がいつも「ヨメがサ〜」。
ヒメイ貝（女性）
リアクションがキャーキャーうるさい。
ヤドカリ（男性）
勤める会社を幾度と無く変える転職マン。
なお、モチーフとなったヤドカリは貝類ではなく甲殻類である。

#### その他の貝

##### カモ貝の仲間
カモ貝 父
声 - サイトゥー
「かもしれないなぁ、母さん」が口癖。ただし、カモ貝ほどあやふやにすることは少なく 、親バカぶりとぬらりひょんのような厚かましさが目立つ。趣味はバンパー集め。普通免許所持。
カモ貝の母とはいつも仲が良い。過保護と思えるくらい息子のカモ貝を溺愛しており、（『朝だよ!貝社員』では）出張で泊まらないといけないような地方に暮らしているはずなのに、割と気軽に母と共に息子の会社や出張先に付いてくる事がある。
ニセカモ貝
カモ貝の父の指示で替え玉受験（企画書コンペ）用として仕事を代行したカモ貝。カモ貝なのでダメなとこまでそっくりである。

##### マテ貝の仲間
（マテ貝）ジュニア
マテ貝と小苗の長男。ハイ貝と同じく頬に渦巻きがある。赤ん坊だが、英単語を話すほどの（マテ貝曰く）天才で、マセたところがあり、マテ貝の妄想では記念撮影時に多少グレたような表情をしている。
小苗には懐くものの、父親であるマテ貝にはあまり打ち解けていない。

##### ハイ貝の仲間
世界・ご当地のハイ貝
『朝だよ！貝社員』では、ハイ貝は世界各地や日本の各地域など至るところに各国籍・地域ごとにまったく赤の他人であるにもかかわらず同種がいることが判明している。ハイ貝の貝殻を所持し、「ハイ！」しか言えないのは共通だが、それぞれの言語や方言になっていて、衣装や姿などもその地域のものとなっている。
アメリカ版ハイ貝
ニューヨーク支社から視察にやってきたハイ貝。星条旗柄のスーツを着ている。「Yes!」を連呼して、通訳の訳も「ハイ!」である。
フランス版ハイ貝
フランス支社から視察にやってきたハイ貝。眼鏡をかけている。フランス語で「ハイ!」を意味する「Oui!」を連呼した。
中国版ハイ貝
中国に進出したプロジェクトのパートナーに起用されたハイ貝。辮髪のステレオタイプな満州族風中国人の姿をしている。
中国語で「ハイ!」を意味する「是（シー）!」を連呼するが、課長にだけは「シーッ」と静かにするように発音している。
東北版ハイ貝
東北支社から研修に来たハイ貝。「んだ!」（東北弁で「ハイ!」）を連呼し、ハイ貝と共に東北気分を楽しんでいた。
田中部長が「仙台支社」から研修に来たが、同一の支社かどうかは不明である。
ハイ貝の家族
声 - モリ・マサ
初登場は#650。ハイ貝村に在住しており、ハイ貝と同じく、「ハイ!」しか喋れない。カモ貝家とは違い三世代世帯であり、（ペットを除くと）全員が貝である。
ハイ貝 爺
ハイ貝の祖父。「ハイ!」しか喋らない。
ハイ貝 父
ハイ貝の父親。「ハイ!」しか喋らない。
ハイ貝 母
ハイ貝の母親。「ハイ!」しか喋らない。
ハイ貝 姉
「ハイ!」しか喋らない。
ハイ貝 姉の旦那
ハイ貝の義兄。「ハイ!」しか喋らない。
ハイ貝 赤ちゃん
ハイ貝が帰郷した時に初めて出会った赤ちゃん。「ハイ!」と喋る。
ハイ貝のアーティスト
「HAIHAIHAI」というランキング形式の音楽番組に出演したハイ貝。（ムール貝の元カレの「HENJI」のように）歌詞はすべて「ハイ!」である。
HAIHAI-HAI
5人組の男性アイドルグループ。5位の「HAI-HAI」を歌う。
HAI!
女性ソロシンガー。4位の「H-a-I」を歌う。
俳 背灰
男性演歌歌手。3位の「はいはい。」を歌う。
HAI 81
女性アイドルグループ（今回歌っているのは13人のみ）。2位の「ハイ―HAI!」を歌う。
HIGH↑
男性4人組のバンド。1位の「Haiee.」を歌う。
ものまね番組の出演者達（観客含む）
ハイ貝一家が視聴していたものまね番組「新春モノマネ!」の出演者達。
ものまね番組のMC
番組のMC。男性と女性がいる。「ハイ!」しか喋らない。
ものまね番組の観客達
同番組の観客達。「ハイ!」と笑う。
ハイ貝のものまねタレント
同番組にて、演歌歌手「俳 背灰」のものまねを披露し、最後には本人と共演した。
審査員
全部で10人。上記のものまねタレントに81点をつけた。
ハイ貝の映画俳優達
アサリら同期三人組が観ていた映画の俳優達。「ハイ!」しか喋らず、カモ貝には何を言っているか分からなかったものの、他二人は号泣していた。また、アーティスト達とは違い、名前は不明。
主演男優
主演女優
ギャング
多数出演。
トーク番組の出演者達
ハイ貝一家が視聴していたトーク番組の出演者達。ただし、ものまね番組とは違い番組名は不明。
トーク番組のMC
ゲスト達にサイコロを渡し、トークのトピックを決めさせる。そのサイコロには全ての面に「ハイ!! ハイ!! ハイ!!」と書いてある。
トーク番組のゲスト
MCを挟むように左右に座っている。そのうち一人は俳 背灰。
トーク番組の観客達
番組の観客達。「ハイ!」と笑う。
ハイ貝の旧友達
「デラックスだよ!貝社員」21話に登場。
ハイ貝が里帰りした時、同窓会に出席したハイ中学の同級生。
同級生ハイ貝
声 - 下山葵(A、D)・山根万菜実(B、C)
ハイ貝の初恋ハイ貝
声 - 家田玲衣奈

##### オウム貝の仲間
オウム貝の家族
オウム貝の家族。オウム貝と同種で、同じ姿で遺伝子レベルでオウム返しする。
オウム貝家の父
オウム貝の父親。濃緑の服を着ている。
オウム貝家の長男
オウム貝の双子の兄。水色の服を着ている。
オウム貝家の三男
オウム貝の弟。四男とは双子の兄。
オウム貝家の四男
オウム貝の弟。三男とは双子の弟。

##### ホラ貝の仲間
ホラ貝の前世
『さわるとキケン！貝社員図鑑』のみに登場。現在のホラ貝の前世にあたるホラ貝。本能寺の変を企てたとホラを吹く。

##### ヨメガカサの仲間
ヨメガカサJr.
『さわるとキケン！貝社員図鑑』のみに登場。ヨメガカサの息子。「ママがさぁ〜」が口癖。

##### アサリの仲間
アサリの子供達
「貝社員の投資 TO THE FUTURE」にイメージ図として登場するアサリの子供達。
アサリの長男
アサリの次男
アサリの長女
ニセアサリ
声 - 江口拓也
『朝だよ!貝社員』ではなく、公式Twitterの中でツイートの2,000RTを記念して、動画が公開された、声優の江口拓也が描いた落書きのアサリ。
種族はアサリなので、怠惰な性格だが、水管の形などがアサリとは大きく異なる。
この他、アサリの亜種としては視聴者が応募してきた他人の物を漁る「もう一人のアサリ」がある（番貝編「アサリのゆるゆるお便り紹貝」内の紹介だけでアニメ化などはされていない）。

##### スペシャルゲスト (架空の貝)
野村周平貝
声 - 野村周平
アッサリ宣伝をぶっこんでくる。アサリと同じく怒ると触角から水を吹き出す。
映画「サクラダリセット 前編/後編」×「貝社員」コラボで登場。
架空の貝だがノムラスエモノガイ(Trigonothracia pusilla)やノムラムギガイ(Mitrella nomurai)という貝は実在する。
夢みるアドレセンス貝
声 - 山口はのん、山下彩耶、鳴海寿莉亜、白川蘭珠
うずしお商事のZ課に「顔採用」された貝社員。4人の身体が一つの貝殻に入って群体を形成しているなど、貝としてありえない形状である。
「夢みるアドレセンス」×「貝社員」コラボで登場。
この他、スマホアプリ『貝社員のウンザリ上司に貝心の一撃』・『貝社員の断末魔』には「ヤコウ貝」・「イ貝」などの種類が確認されている。

### 人間
基本的に名字ないし名前だけのキャラクターや本名不明のキャラクターが多い。

#### 会社員
佐藤
声 - 安倍徹
ジップ商事およびうずしお商事の若手の男性社員。下の名前は意図的に設定されておらず、本人はこの扱いに不満である。『ZIP!』のサイトの朝だよ！貝社員キャラクター紹介欄には「This is 普通。」と書かれているが、回を追うごとにそれに反するような後付け設定がつけ加えられている。主に上司系の貝社員から被害を受けることもある。特にパウア貝の「直属の部下」とのことから、パワハラを受ける事が多く、勝手に面接しようとしたマテ貝を諫めた。アサリ、ハイ貝、カモ貝達とは職場で同期。同期の男性社員に三上がいる。付き合っている女性がいる。
野球チーム「ブラック・カンガルーズ」のファン。同じチームのファンのカキと観戦に行った事もある。運動会で一等をとったことがある。
（度々バトルアニメのようなオチになる）朝だよ!貝社員のアニメをメタフィクション的に「そういうアニメじゃない」とツッコんでいたが、最終週にはそういうアニメになってしまった。
「デラックスだよ!貝社員」では、Z課の一員として登場する。（モブキャラ以外で）唯一『朝だよ!貝社員』『デラックスだよ!貝社員』両方に出演している人間キャラクターである。
受付
ジップ商事と他社にそれぞれ別人がいるが、多くは本名不明。ここでは一括して紹介する。
ジップ商事
(1) 名は不明。パウア貝のパワハラにとても怒っている。
(2) 名は「山本」。顔は未来でアサリの妻になる予定の人（アフリカスイギュウのような髪型の子）に似ているため、アサリの好みであり、彼氏がいるにもかかわらずアサリは飲み会に行こうとした。
（アド）ベンチャー企業
会うためには呼び鈴を押し、3回罠（1回目は落とし穴、2回目はアーム、3回目はアナコンダ）に遭わなければならない。(1)とは別人の設定だが、モブキャラクターなので見た目が似ている。
大富豪商事
シャコ貝に社交辞令でなく、本気で褒め称えられたが、社交辞令で躱した為、自分のことは棚に上げて激怒された。
後にハイ貝が泊ったホテルのフロント係役や、デラックスだよ!貝社員では、うずしお商事の受付役として再登場している。
モウケマクリ商事
声 - 宮原華音
鋼の社員証には「総務部 孟狩 松香」と書かれている。
時任
ジップ商事のライバル会社、アラカセギ商事の社員でツメタ貝の上司。ツメタ貝の上司でありながら、ツメタ貝の金魚の糞とアサリに解釈され、「と、その上司」「とその 太郎」とアッサリ名前を間違われたが、太郎の名前を貶したため旧姓「戸園太郎」に叱られた。

##### ジップ商事社員
課長（人間）
声 - 岸優太（特別版「朝だよ！貝社員」のみ）
ジップ商事の男性の課長。眼鏡がトレードマーク。本名は意図的に設定されておらず、本人はこの扱いに不満である。アサリと対になる形で佐藤と共に人間側のメインキャラクターとして扱われている事が多い。（トリ貝たちが見立てた）名刺のステータスは（最大値3として）身長1.7、顔0.3、学歴2、財産1、年収1（2017年10月25日#389『名刺バトル』）、尾崎がサングラスで測った課長のキャリアポイントは5。
大の犬好き。ラッパーの兄と2人兄弟。八王子方面在住。電車通勤。普通免許所持。結婚をしており、娘がいる。誕生日は9月16日(#315)。乙女座。
常識人であるために非常識な出来事を信じようとしない傾向がある。貝社員の上司であるが、貝社員達から完全に舐められており、貝社員の行動や言動に困惑している。また、貝社員からの被害を最も受けている。色々と手を焼き、被害を受けて、彼らには容赦なく叱責をするが、時に自身もミスを起こしてしまうこともある。2017年7月31日〜8月4日の社員旅行をおぼえていない。基本的にツッコミ役だが、回によってはボケ役になることも。フルイ貝のオヤジギャグを寒がっていたが、自身も医者が(真剣な話を)冗談と誤解されるくらい使用している。
そのためうだつが上がらないが、失敗時にはちゃんと謝り、会社を辞める騒ぎの時には引き止められるほど慕われている。貝社員の部下達への面倒見は良く、ご飯やカラオケにもよく連れて行く。中でもYesマンのハイ貝を気に入り、言葉によってはハイ語を理解できる（朝だよ! 貝社員 激レア! どうぶつ図鑑）ほど親しく、一緒に呑むことがあるが、アニメの回が進むと、プライベートまで付き合いたくない部下に断られることもあって、専ら同期のカキやパウア貝と呑んでいる。
アニメ末期である2019年になると出番が少なくなり、まともに登場した話は8回しかない。
常務
ジップ商事の常務。初老の男性で、課長達にはない上司としてのオーラを持っている。一見常識人のようだが、ヘンマハンマ族や七夕商事のような変な風習の相手と取引したり、（本来なら優秀な社員が行くべき）ウズベキスタンや北極、果ては海底5000マイル支社や火星にまで出来の悪い社員などを（左遷的な形で）転勤させようとするにもかかわらず、ホラ貝の話は信用しない。
初登場は（『朝だよ!貝社員』が放送される前である原作の）貝社員のパウア貝の動画であり、その時には「取締役」と呼ばれている。
アニメの回が進むと、取締役クラスの役職なのに、いつも現場にいて平社員であるはずのアサリ達とまるで（課長のような）直属の上司のように気さくに話したり課長のようないじられキャラになっている（ジップ商事は海外にも進出を果たす大企業である）。
また、アニメ末期の2019年になると課長と入れ替わるように出番が増加した。
2019年1月7日（#685）『ものまね番組』の回では天の声を担当した。
2016年9月5日（#108）『待ち合わせ』には、眼鏡をかけた別人が登場する。
社長（人間）
ジップ商事の社長。ゴルフが下手。常務の差分。
なお、デラックスだよ!貝社員25話にはモウケマクリ商事の社長(声 - 下山葵)が登場する。
部長
声 - 後藤ヒロキ（(4)のみ）
ジップ商事の部長。
(1) 常務の差分。2017年9月28日（#371）『初めて』で役職が判明。主に課長などを叱る役回りが多い。
(2) 2017年4月26日（#266）『チンアナゴ』に登場。(1)の部長とは明らかに顔が違い、眼鏡をかけている。
(3) 貝社員×すみだ水族館 ゆるゆる貝説ムービー「クリオネ編」 に登場。課長を「このバッカルコーン!!」と怒ったが、(1)とは髪の色、(2)とは眼鏡の有無が違う。
(4) 初登場は2017年11月28日（#413）『お詫びのプロ』。上記の部長とは髪型が違う。主に貝社員の被害に悩まされる役が多く、『ZIP!』のサイトの“朝だよ！貝社員キャラクター紹介”で紹介されている部長はこのキャラクターである。
女性社員
声 - 佐藤さき、村田倫子（公式動画）
ジップ商事の女性社員。会社では事務服を着ている。
初登場は（『朝だよ!貝社員』が放送される前である原作の）貝社員のホラ貝の動画。面食いでイケメンと貝の状態では態度が違う。
小夏
トリ貝、ムール貝の後輩で、汐留ニャッツ・アイの三女（的存在）。男関係を中心とする2人の暴走に時々巻き込まれ、困惑することもある。
アサリとわずか「から揚げ一個」と「黒毛和牛のステーキ」を取り替えたことがあり、2018年11月14日（#652）『貝社員を探せ②』では松明を持っていた。
ルミ
霊感が強く、ホラ貝に憑いた霊を言い当てたことがある。
珠代
声 - 古関れん（公式動画）
典型的な女性脳の持ち主で、ハイ貝相談所では(答えを求めず)愚痴を聞いてもらうだけで満足する。
猪狩
ハイ貝やワスレ貝の後輩の男性の新入社員。感化されやすい性格で、先輩のハイ貝やワスレ貝に絶対的な信頼を置いており、ハイ貝とは会社をサボって修行に励んだこともあった。
植松先輩
声 - モリ・マサ
アサリの体がすっぽり入るアフロヘアーが特徴的な男性社員。課長や佐藤と同じように貝社員の被害に遭うことが多い。
加田利泰蔵
アサリ達にジップ商事の七不思議を話す、七不思議語りたい親父。
ホラ貝並みに話に信憑性がなく、アサリ達に邪魔され、いつも結局上手く話せずに終わる。
スペシャルゲストやアナウンサーが声優を務めるキャラクター以外でセリフを持つ人間では唯一の駄洒落由来のキャラクターである。
南極支社長
南極昭和基地徒歩10分支社の社長。片言の日本語を話す外国人。会社の金を無断で湯水のごとく使いまくったアサリを1か月で送り返した。『デラックスだよ!貝社員』ではイメージ図として画像のみ登場する。

###### スペシャルゲスト（アナウンサー）
2016年より、同局のアナウンサーが声優を務めるキャラクターが新人や中途採用という設定で登場することがある。
尾崎里紗
声 - 尾崎里紗
ジップ商事の女性の新入社員。いつも貝社員たちに振り回されるが、思わず一目ぼれしてしまう事も。アサリに好意を寄せており、カモ貝からは好意を寄せられていたが振った。バレンタインにはアサリに告白するが、チョコと共に受け取れないと言われてしまう。
2017年3月31日放送分をもってアメリカのニューヨーク支社に転勤することになり、アサリに別れを告げた。
2018年7月18日の分で、転勤先から帰国したが、イシ貝並みに時間やキャリアにこだわるキャラクターに変貌していた。同年8月21日の分にて、もっとキャリアを積むべく、ジップ商事に退職届を出した。更に翌月18日の分でいきすぎ商事に転職する。そこで渡された黒い名刺で相手のキャリアポイントを吸い続けた結果キャリアデビルに変貌してしまったが、アサリのマイナスキャリアポイントにより相殺され、元の姿に戻り、ジップ商事に戻った。
徳島えりか
声 - 徳島えりか
シャコ貝の幼馴染。Ｔ大卒。転職してジップ商事に入社してくる。シャコ貝を「シャッコー」とあだ名で呼ぶ。シャコ貝とは生まれた病院からの腐れ縁。本音をズケズケと言うが、少し鈍いところがある性格。地元では独特の掛け声のじゃんけんやおまじないをする。リコーダーの吹き方がかなり変わっている。飛行機を使わなければいけないほどの地方出身。
2018年3月8日をもって、結婚して実家の家業を継ぐことをシャコ貝に伝え、故郷に帰ることになった。
（様々な貝社員と共演した尾崎里紗の場合とは違い、）このキャラクターの登場する回は必ずシャコ貝の登場回であり、シャコ貝が登場しない回は一度もなかった。

##### うずしお商事社員
鴨山課長
声 - 森本晋太郎（トンツカタン）
うずしお商事の元エリート。うずしお商事 営業1課の社員だったが、ミスを犯してしまい、営業Z課に異動させられた。「朝だよ!貝社員」における課長（人間）的な役目である。
元エリートだけあって課長（人間）よりは優秀で一生懸命な分、その分思いやりに欠ける部分がある。
司会ファイター
声 - 下山葵
初登場は3話。「営業の時の本題に入る前のトーク No.1決定選手権」や、会社を定時で帰ろうとするカーレース「定時&ゴー!」のMCを務めた。
鷲崎
声 - モリ・マサ
初登場は3話。営業1課の社員。鴨山が営業1課からZ課に左遷されたことを嘲笑い、彼に皮肉を言う。
鷹子
声 - 山根万菜実
営業1課トップ4の女性社員。鴨山課長の元カノ。ガラスの天井で成しえなかった母を超える為に強い上昇志向を持つ。

###### スペシャルゲスト（デラックスだよ!貝社員）
鈴木福
声 - 鈴木福
デラックスだよ!貝社員初のゲストキャラ。うずしお商事の副社長と社長の間の「鈴木福」という謎の役職や、ドロボーに扮したりする。

#### その他の人間
課長の家族
課長の兄
スペシャルドラマ「カラオケ」にて登場。ラッパーで課長は兄貴という。サングラスを掛けている。
課長の父
課長の実父。課長と同じく眼鏡をかけている。
課長の母
課長の実母。課長と同じく眼鏡をかけている。
課長の妻
課長にお弁当を持ってくる。
なお、公式動画のカモ貝の回にも、彼に浮気するという設定で登場するが、『朝だよ!貝社員』では髪型や外観が変更されている。
佐藤邪夢
視聴者の質問にて紹介された、佐藤の弟。兄とは対照的にチャラ男。佐藤とは違い、名前も設定されている。
カモ貝 母
声 - 山根万菜実
カモ貝家では唯一の人間、そして唯一の語尾の「かもしれない」が口癖ではない者。カモ貝の父と夫婦仲良く、父の「かもしれないなぁ、母さん」の発言に相槌を打っている。夫婦共々息子のカモ貝を溺愛している。いつも優しく微笑んでおりカモ貝にも優しい。
小苗
マテ貝の恋人、のちの妻。長年交際し、同棲もしていたが、結婚については「ちょっと待って」とはぐらかされ続けたため愛想をつかして別の男性と婚約するが、結局相手の男性を捨ててマテ貝と結婚した。
ホラ貝の兄弟
雪男
ホラ貝の弟。いつもホラ貝の帰宅を待っている。
春代
ホラ貝の妹。いつもホラ貝の帰宅を待っている。
誕生日にホラ貝から欲しがっていた「ビューティーちゃん」の人形をもらう。
カキの家族
カキの妻
声 - 山根万菜実
本名は不明。会社ではすぐに大激怒するカキが頭が上がらない鬼嫁で自身よりずっと怖い。カキ家では一番の権力者。今でこそ鬼嫁だが、カキ曰く、新婚時はラブラブだった。
ゆう子
カキ家の長女。年齢的には大学生くらい。
ラッパーの男と付き合っている。
温子
声 - 小川夏実
カキ家の次女。年齢的には高校生くらい。
真弓
カキ家の三女。年齢的には中学生くらい。
アワビ(OUR-b)のバンドメンバー達
OUR-a
ギター担当。
千葉県市川市菅野在住。
OUR-c
ベース担当。
OUR-d
ドラム担当。
マチ子
イシ貝が片思いを寄せる相手。イシ貝とはデートを経て、プロポーズを受ける。
サボール商店のオーナー
アサリ達に仕事をサボるアイテム（言い訳大辞典、一生仕事を休めるパス等）を売りつけるサボール商店のオーナー。
2018年11月16日の分で、アサリ達を5年後に剥製にするという条件の元で、アイテムを譲った。
商店のみならず、博物館も経営している。
女の子
声 - 永瀬廉（特別版「朝だよ！貝社員」のみ）
通りすがりの女の子。母親に「お疲れシャンプーしよ」と言う。
ミナちゃん
ワスレ貝の初恋の相手。髪の色が緑で、小学生の時の6月7日に引っ越して別れてしまい、大人になって同日に再開するが、すでに結婚して一児の母になっていた。
2017年11月6日（#397）『金庫』でも出てくる（名前はMINまでしか判明せず）が、前歯にポテチが丸々一切れ縦に挟まっていたり、赤白帽のゴムをしゃぶる子であり、髪の色が黒色である。
ご本人
声 - かぎた ちゃこ
頭に巻貝のような帽子をかぶった女性。アサリが流したBGMを歌っている「ご本人」。常務を連れ去る。
やめさせ屋
復讐代行としてやめさせ屋を営む。ツメタ貝に（法に触れないようにしたため）セコい手段でアサリをやめさせる案を出す。
このキャラクターはイメージ図として『貝社員を探せ④』に登場している。
なお、元々はヒ貝の上司のイメージとして登場した喪黒福造のパロディキャラだが、ヒゲなどが追加されている。
店長
声 - (1)サイトゥー、(2)鈴木豆
「なんでも!マート」の店長。二人いるが、いずれも『デラックスだよ!貝社員』に登場する。
(1) 2話に登場。普通の人間であるにもかかわらず、アサリ並みに迷惑なキャラクターであり、アサリと一緒になって鴨山をいじめる。
(2) 10話に登場。こちらは常識人であり、ヒ貝の被害妄想に乗せられて頓珍漢な電話の佐藤にツッコみを入れる。

##### スペシャルゲスト

###### ZIP!ファミリー
桝太一
声 - 桝太一
｢学べる!貝社員｣のナビゲーター、｢MASU NAVI（マスナビ）｣のレポーター。
ZIP!出向編
2019年1月21日にZIP!の放送回数が2000回になることを記念して、同日から一週間は同番組のメインパーソナリティとのコラボ作品が放送された。
この回ではオープニングが通常回とは異なり、（本編では出てこない）カガミ貝とツブ貝が登場し、歌詞も「ZIP!が2000回」となる。また、ドラマや映画とのコラボ作品とは違い、番貝編扱いもされない。
風間俊介
声 - 風間俊介
ZIP!の月曜パーソナリティ。番組の収録を終えた後、AD役のアサリがマイクを外した時にダメ出し受けていた。そしてアサリはスタッフから外された。
「ZIP!2000th SPECIAL WEEKS 」×「貝社員」コラボの月曜ゲストとして登場。
この回に登場する貝社員はアサリだけだが、複数の貝社員向けである激辛カレーの調理オチが挿入された。
この回で初めてジャニーズで日テレ無料の配信が解禁された。
山下健二郎
声 - 山下健二郎
ZIP!の火曜パーソナリティ。収録中、パンケーキを食べる際にアサリにカンペに振り回され、終いにはランニングマンをしながら食べていた。
同企画の火曜ゲストとして登場。
工藤阿須加
声 - 工藤阿須加
ZIP!の水曜パーソナリティ。番組の収録後、プロデューサー巻きしたプロデューサー役のパウア貝の発言の返事に大喜利感覚でカーディガンを背負わされた。最後は全部没収になったが、着ていたスーツを没収された。
同企画の水曜ゲストとして登場。
田中直樹
声 - 田中直樹
ZIP!の木曜パーソナリティ。収録の合間にムール貝にメイクを直してもらい、スッキリしたものを頼むと、後続の『スッキリ』のMCである水卜麻美風に仕立てられていた。
同企画の木曜ゲストとして登場。
また、視聴者が投稿した貝のキャラクターに、彼をモデルにした架空の貝「田中貝」が存在する。
鈴木杏樹
声 - 鈴木杏樹
(アニメ放送時)ZIP!の金曜パーソナリティ。収録にあたって、台本のことについてアサリ達に質問したが、まともな返事をした者はいなかった。やっとの思いでマネージャーを見つけるも、彼女は鈴木の格好をしたトリ貝に話しかけていた。
同企画の金曜ゲストとして登場。

###### 映画
おじさん
声 - 松田龍平
アサリに連れて来られたが、企画書は知らないおじさんに書かせていた。
映画「ぼくのおじさん」×「貝社員」コラボで登場。
五十嵐色葉
声 - 中条あやみ
超絶美少女。毒舌なところがある。筒井のことを「つっつん」と呼ぶ。高校生だがジップ商事に脈絡もなくやってくる。リアルガールだけに（メタフィクション的に）貝社員がアニメであることを認識している。
映画「3D彼女 リアルガール」×「貝社員」コラボで登場。
筒井光
声 - 佐野勇斗
二次元しか愛さない五十嵐の彼氏。貝社員ではオタクというより批判厨であり、色葉と共に（メタフィクション的に）朝だよ!貝社員のアニメを批判する。
映画「3D彼女 リアルガール」×「貝社員」コラボで登場。
悟
声 - 福士蒼汰
大の猫好き。年齢は猫でいう4歳（人間でいう32歳）くらい。猫に変装して仕事をサボろうとしたアサリを可愛がり、（原作では猫を手放そうと奮闘する話であるにもかかわらず、）結婚の挨拶の感覚で課長に彼を譲るようせがんだ。ただ、アサリの罠に引っかかり、猫の変装をさせられた課長を譲ってもらった。
映画「旅猫リポート」×「貝社員」コラボで登場。映画とのコラボ作品では初の2日連続での作品である。
奥薗晶
声 - 有村架純
鹿児島の肥薩おれんじ鉄道の運転士だが、制服姿で遠く離れたジップ商事にやってくる。
アサリが会社に遅刻した言い訳を説明しに来たが、実際には2人で電車ごっこをしていた。
映画「かぞくいろ RAILWAYS わたしたちの出発」×「貝社員」コラボで登場。
なお、映画は奥薗節夫も主演としているにもかかわらず、アニメには全く登場しない。
冴羽獠
声 - 神谷明
新宿在住のプロのスイーパー（始末屋）。アサリが資料の始末を頼まれた時、「XYZ」と書いた為、（アサリは美女でもないのに）豪快に行った。
映画「劇場版シティーハンター 〈新宿プライベート・アイズ〉」×「貝社員」コラボで登場。
声優を務めた神谷明はスペシャルゲストでは初の本業声優であり、初のアニメ映画とのコラボ作品である。
平野進
声 - 高橋一生
変えたい過去があるとジップ商事にアサリと共に来たが、内容は些細なものであった。
映画「九月の恋と出会うまで」×「貝社員」コラボで登場。
北村志織
声 - 川口春奈
平野が持ってきた写真でのみ登場（写真の中から話しかける）。アサリ達のトークが盛り上がった為、存在を忘れられてしまった。
映画「九月の恋と出会うまで」×「貝社員」コラボで登場。

###### ドラマ
2017年より、同局で放送されているドラマ（主に土曜22時台）の主演とのコラボ作品が放送されることがある（コラボ先の事情次第では、日テレ無料での配信やDVDへの収録はされない）。
小林司
声 - 錦戸亮
イベント会社・マックスエンターテインメントの社員。
愚直な性格で、会社に不利なことでも馬鹿正直に伝えてしまう。
ドラマ「ウチの夫は仕事ができない」×「貝社員」コラボで登場(#362)。
真面目そうな見た目だが、飲み会では別人でボックスステップを炸裂させる経理の「小林さん」とは別人。
鳴海涼介
声 - 櫻井翔
（ドラマでの設定では京明館高等学校の校長であるにもかかわらず）ジップ商事に経費削減のためにやって来た。
ドラマ「先に生まれただけの僕」×「貝社員」コラボで登場（#421）。
北沢秀作
声 - 山田涼介
ドラマでは嫌々始めたもみ消しであるはずなのに、もみ消しのプロとして登場する。
アサリが取引先に送った間違った書類（課長の初チューのエピソード、課長のマイナンバーカード等）をもみ消すという名目でむしろアサリのやらかしや課長の秘密等を暴露しただけだった（実際にもみ消す描写はない）。
ドラマ「もみ消して冬〜わが家の問題なかったことに〜」×「貝社員」コラボで登場(#481)。
黒木さやか
声 - 波瑠
トリ貝と共に、合コン感覚で「サバイバル・ウェディングス」を名乗り、男性を取りに行く。その挙句、課長は取引先に商談を破棄されてしまった。
ドラマ「サバイバル・ウェディング」×「貝社員」コラボで登場。
声優を務めた波留は土曜22時台ドラマでは初のジャニーズ事務所以外のタレントであり、日テレ無料での配信も可能となっている。

### その他のキャラクター
マカロン
マテ貝の飼い犬。公式SNSではハイ貝のコスプレと一緒に描かれたことがあった。
ハイ貝村の擬人化されたキャラクター
ハイ貝村では色々なキャラクターが擬人化され、ハイ貝と同じ顔をしている。
ハイ貝 犬
声 - モリ・マサ
ハイ貝家で飼っているハイ貝そっくりの犬。「ワン!」ではなく、「ハイ!」と哭く。
ハイ貝の牛
ハイ貝の鶏
ハイ貝の草・ベリー・花
ハイ貝の山
ハイ貝の家
大根ハイ貝
声 - モリ・マサ
ハイ語を発するダイコン。
この他、埃のように空中を漂うケサランパサランハイ貝や、地面からハイ貝が生えている謎の生命体も存在する。
プテラノドン
ハイ貝が卵から育てた。翼竜だが人間の言葉を話せる。ブラック商事に住処である森林を開発されるのを阻止する為にアサリ達に助けを求めた。
見たことない深海魚
声 - モリ・マサ
カキがテレワーク場所を探した果てに深海で出くわした深海魚。
課長（人間以外）
ここでは（貝社員であるカキの役職である課長ではなく）課長（人間）の人間以外のキャラクターを挙げる。
ダークthe課長
アサリの夢の中に出てくる。睡魔を具現化したもの。
対抗した存在であるキャップthe課長が、（本来は機械音痴の）フルイ貝の夢人格であるフルイ博士から渡されたビーム砲「グッバイフォーエバーNEW」を発射したことにより消滅した。
VR課長
声 - 増田俊樹
ハマグリのVRゲーム内に登場する課長。
ハマグリは男性であるが、イケメンのVR課長だとやる気が出る。
この他、普通の人間としてツブ貝が課長（人間）をフリマアプリで100円で出店したかわりに雇ったダンディな課長がいる（ツブ貝は女性キャラクターである）。
アンドロイド課長
課長（人間）のかわりにやってきたステレオタイプなロボット型の課長。
未来の課長
未来のアサリがダメ社員になっている為、タイムスリップして仕事を振りに来た。
体が液体金属アンドロイドになっている。
クレジットカード課長
「クレジットカード啓発キャンペーン2018」の動画に登場。顔がクレジットカードになっており、本物のクレジットカードとして使用可能である。
貝社員たちにクレジットカードの正しい使い方を指導する役として登場。
「分割払い」「リボ払い」「ボーナス払い」（技はすべて掃腿〈回転足払い〉）を使う。
「日本クレジット協会」×「貝社員」コラボで登場。
新キャラクターの設定だが、体や声は課長（人間）そのものである。
宇宙人
(1) ステレオタイプなグレイの姿をしている。会社でホラばかり吹くホラ貝を（ホラ貝曰く）UFOで連れ去ったり、魚人間や巨人と一緒になって会議用の資料を弄んだりして嘲笑う。ホラ貝が宇宙人の話をしても、（支社に火星人がいるにもかかわらず）誰からも信じてもらえず、課長に嘲笑われる始末である。
(2) 2017年6月30日（#308）『営業の基本』で、ヒ貝が想像した「シンリャク〜」と叫んでいるピンク色の宇宙人（エイリアン風の架空の生物）。
火星人
初登場は2018年6月11日（#547）『火星①』火星支社に転勤（左遷）した際の支社の社員。アサリがイメージしてカモ貝が否定するくらい、ステレオタイプなアニマリアン（動物型）タイプのタコ型宇宙人である。
バラーラ・カッタッパ
火星支社の課長。緑髪が生えている火星人。日本に長期出張したことがあり、日本語が話せる。
ハイ貝型火星人
アサリが火星に左遷された時に出会ったハイ貝の顔した火星人。「ボフ!」（火星の言語で「ハイ!」）を連呼し、ハイ貝と同じく、会話が通じない。一見貝社員のように見えるが、貝殻を所持していない。
スペシャルゲスト（宇宙人）
2017年より、映画『スター・ウォーズ』の最新作の公開が近づくと、コラボ作品が放送されることがある。
ジャバ・ザ・ハット
ハット族のギャング。『貝社員ウォーズ』という『スター・ウォーズ』のオープニング風のイメージ映像に、課長を奴隷にする役として登場。
映画「スター・ウォーズ/最後のジェダイ」×「貝社員」コラボで登場。
チューバッカ
ウーキー族。ハイ貝が中部国際商事と間違って商談のアポを入れてしまい、お互い何を言っているのか分からないという結果に終わった。
映画「ハン・ソロ/スター・ウォーズ・ストーリー」×「貝社員」コラボで登場。
ハン・ソロ
コレリア出身。アサリが丸儲け商事と間違えて商談のアポを入れて、ミレニアム・ファルコンに乗って会社の壁を突き破って来た。
映画「ハン・ソロ/スター・ウォーズ・ストーリー」×「貝社員」コラボで登場。

#### スペシャルゲスト
BB-8
ハイ貝がB8のコピー用紙と間違えて発注した。
映画「スター・ウォーズ/最後のジェダイ」×「貝社員」コラボで登場(#426)。
リポビタンマン
本来は地球の平和を守るヒーローという設定で大正製薬のPRをするVTuberなのだが、うずしお商事に中途として入社した。
アカ貝並みに楽観主義で中身のない熱血漢であり、「Dジョーブ」が口癖。
「リポビタンマン」×「貝社員」コラボで登場。
防サイくん
東京出身の東京防災公式キャラクター。3歳。
口ぐせは「今やろう」であるにもかかわらず、（活用マニュアルの規定により）しゃべることができず、会話には糸電話でアサリと話す。途中で本物のサイと入れ替わる。
「東京防災」×「貝社員」コラボで登場。
どっとこぶー
Gaitame.comの公式マスコットキャラクター。ちょっぴりFXに詳しい通りすがりの子豚。子豚でありながら作中では語尾に「ブー」とつけた（CVのある）日本語で話す。
「貝社員」×「Gaitame.com」コラボで登場。

## 番貝編
『朝だよ!貝社員』では不定期に番外編をもじって「番貝編」が放送される。
以下は過去のZIP!あさアニメの「ベルク・カッツェの気ままにBAD MORNING」や「あしゅら男爵の悩んで半分笑顔で半分」に相当するコーナーである。
アサリのニュースやる気なし
MCはアサリと課長。一回のみの放送。新キャラクターのハマグリの声優等の紹介。これ以降の新キャラクターは公式サイト等で告知される。
アサリのゆるゆるお便り紹貝
MCはアサリと課長。視聴者から実際に来たハガキを紹介するコーナー。
社食新メニュー紹貝
MCはアサリと社食のおばちゃん。視聴者に募集したジップ商事の社食のメニューを紹介するコーナー。
以下は既存の貝社員とは趣向や設定の異なる特別編である。
貝社員のおサボり講座
貝社員達が上手いおサボリの仕方をハウツーもの風に放送する回。番貝編としては一回のみの放送で、二回目からは通常回として放送される。
原始時代だよ！貝社員
もし貝社員達が原始時代にいたらという設定のパラレルワールド回。
スペシャルゲスト
土曜22時台のドラマや映画の主演とコラボした回。コラボ元の内容や設定は無視した話が多い。（一部回を除き）歌詞が「今日は番貝編」ではなく、「〇〇（主演の役名）やってきた」となる。
学べる!貝社員
通常の放送時間ではなく、2017年05月01日〜2017年05月05日の7：45頃の放送で、桝太一が本人役でアサリ達同期三人に貝社員のモチーフとなった貝をナビゲートする回。
この回のみ番貝編では入らない調理オチが入る。

## 調理オチ
アニメの終わりに貝社員が退治される形で料理されることを調理オチという。『朝だよ!貝社員』では基本的に調理オチの種類が被ることはないが『朝だよ!貝社員』とマイナビウーマンのコラムや、『さわるとキケン! 貝社員図鑑』では調理オチの種類が異なる。これを入れることによって不快な貝社員の言動からカタルシスを得る効果がある。また、『調理』と名がついているが、あくまで駆除が目的なのでヒ貝のように食用にならない貝がいたり、エキス絞りのように料理というより「加工」や「材料抽出」という側面を持ったり、果ては（自らがおいしく食するわけではなく）トムやヨネなどに食べることを押し付けるものも存在する。貝社員たちはこのオチに不満である。
2種類以上のキャラクターが共演する場合のイメージ料理はキムチチゲ、2017年4月20日以降は煮こごりもしくはアスピック、2017年11月10日以降（一部回を除く）はカレー。ただし、登場して間もなかったり（イメージ料理に入っていなかったり）、端役などの場合は主演の貝社員の調理オチになる。

### 特別な調理オチ
例外的にオチにまでネタを仕込んだり、貝社員がいいことをしたりするなどの迷惑にならない時などの場合、オチの変更がされることがある。
- 「あぁ〜炊飯ジャーで炊き込みてぇ〜 ふんふんふんふんふん♡[6]」2017年2月2日（#212）『そこだけ』
- 「あぁ〜それぞれの想いが交差する〜 貝社員[6]」2017年3月30日（#247）『想い』
- 「あぁ〜バターで炒めるにはもったいない〜 頼れる貝社員[6]」2017年10月3日（#374）『立ち上がれ貝社員②』
- 「貝社員ウォーズのオープニングクロールの文末にカレーオチの歌詞を挿入」2017年12月15日（#426）『発注ミス』

しかし、調理オチは回を追うごとに尺が足りなくなって、省略される回がほとんどであり、『デラックスだよ!貝社員』では廃止された。

### イメージ料理
| 貝社員                     | アニメ                 | マイナビウーマン       | さわるとキケン! 貝社員図鑑 |
| -------------------------- | ---------------------- | ---------------------- | -------------------------- |
| アサリ(①・②・③・⑤・⑥)      | バター炒め(④)          | バター炒め(④)          | バター炒め(④)              |
| カキ(①・②・③)              | カキフライ             | カキフライ             | カキフライ                 |
| ハイ貝(①・②・③・⑤)         | コチュジャン漬け       | コチュジャン漬け       | コチュジャン漬け           |
| アワビ(①・②・③)            | ステーキ               | 未記載                 | 刺身                       |
| ムール貝(①・②・③)          | パエリア（スペイン風） | パエリア（スペイン風） | パエリア（スペイン風）     |
| カモ貝(①・②・③・⑤・⑥)      | 缶詰                   | 缶詰                   | 缶詰                       |
| シャコ貝(①・②・③)          | 真空パック             | 真空パック             | 真空パック                 |
| ホラ貝(①・②・③)            | フランベ(④)            | フランベ(④)            | フランベ(④)                |
| マテ貝(①・②・③)            | 刺身                   | フランベ               | ガーリック炒め             |
| トリ貝(①・②・③・⑥)         | 握り寿司               | バター炒め             | スパゲッティ               |
| パウア貝(①・②・③)          | ソテー(④)              | ソテー(④)              | ソテー(④)                  |
| オウム貝(②・⑥)             | ハーブ焼き             | バター炒め             | 網焼き                     |
| ミル貝(①・②・③・⑤・⑥)      | 醤油煮                 | 醤油煮                 | 醤油煮                     |
| ツブ貝(③)                  | ペペロンチーノ         | フランベ               | 炊き込みご飯               |
| シジミ                     | エキス絞り             | エキス絞り             | エキス絞り                 |
| ホタテ                     | 未登場                 | バター炒め             | 燻製                       |
| ヨメガカサ                 | 未登場                 | バター炒め             | 冷凍食品                   |
| ヤドカリ                   | 未登場                 | バター炒め             | ハーブ焼き                 |
| サザエ                     | 未登場                 | 未登場                 | カツオ入りワカメスープ     |
| ヒメイ貝                   | 未登場                 | バター炒め             | 未記載                     |
| カガミ貝(①・②・③)          | 燻製(④)                | アニメのみの調理オチ   | アニメのみの調理オチ       |
| ワスレ貝(①・②・③)          | 炊き込みご飯           | アニメのみの調理オチ   | アニメのみの調理オチ       |
| ハマグリ(②・③)             | 網焼き                 | アニメのみの調理オチ   | アニメのみの調理オチ       |
| フルイ貝(②・③)             | 干貝                   | アニメのみの調理オチ   | アニメのみの調理オチ       |
| ヒ貝(③)                    | 冷凍食品               | アニメのみの調理オチ   | アニメのみの調理オチ       |
| イシ貝                     | かき揚げ蕎麦           | アニメのみの調理オチ   | アニメのみの調理オチ       |
| カブラ貝                   | 宅配ピザ               | アニメのみの調理オチ   | アニメのみの調理オチ       |
| アカ貝                     | 佃煮                   | アニメのみの調理オチ   | アニメのみの調理オチ       |
| 複数                       | ①キムチチゲ            | アニメのみの調理オチ   | アニメのみの調理オチ       |
| 複数                       | ②ゼリー寄せ            | アニメのみの調理オチ   | アニメのみの調理オチ       |
| 複数                       | ③激辛カレー            | アニメのみの調理オチ   | アニメのみの調理オチ       |
| 貝社員の唄(フルバージョン) | ④                      | アニメのみの調理オチ   | アニメのみの調理オチ       |
| スペシャルドラマ(夏休み)   | ⑤ロコモコ              | アニメのみの調理オチ   | アニメのみの調理オチ       |
| スペシャルドラマ(カラオケ) | ⑥ビール漬け            | アニメのみの調理オチ   | アニメのみの調理オチ       |

## 公式Twitter
貝社員 アサリ【公式】として、アサリが呟いているという設定でTwitterをほぼ毎日更新している。時折アサリ以外の貝社員も登場する。当初はアサリらしく、やる気のないツイートだったが、未登場の貝社員も登場していた。『朝だよ!貝社員』開始後はアニメと同じイラストになって、未登場の貝社員は出なくなるが、かわりに声優が声を務める貝社員オリジナルキャラクターが多く登場するようになる。アニメのパロディネタ等が多く、パロディ元が喜んでリツイートするなど話題となって、やがて『朝だよ!貝社員』にも影響を与え、（それまでのあさアニメは芸能人のネタは多かったが）アニメ等のパロディも手掛けるようになった。なお、『デラックスだよ!貝社員』では、更に顕著になり、商品名や番組名などが実名で出るようになる。

## コラボ作品・イベント

### コラボ動画

#### TOHOシネマズ内で上映された映画とコラボした動画
- 「ブリッジ・オブ・スパイ」× 「貝社員」[49]
- 「ゴーストバスターズ」×「貝社員」
- 「ぼくのおじさん」×「貝社員」
- 「サクラダリセット 前編/後編」×「貝社員」

なお、『ZIP!』内の朝だよ!貝社員で放送されたコラボ作品については番貝編、キャラクター紹介、各話リストを参照。

#### 組織とコラボした動画
- 「貝社員」×「富士通ゼネラル」
  - 『この夏！要る要る要るよね nocria® X』
- 「貝社員」×「ドン・キホーテ」
  - 『貝社員のSTOP！ギフトハラスメント』

POSAカードのPR動画。
- 「エクスペディア」×「貝社員」
  - 『アッサリ嘘つき、旅行する』
- 「貝社員」×「日本証券業協会」
  - 貝社員の投資 TO THE FUTURE
    - 『30歳編』
    - 『50歳編』
    - 『60歳編』
    - 『80歳編』
- 「日本クレジット協会」×「貝社員」[42]
  - 貝社員 vs クレジットカード課長〜クレカのルール知ってる貝？〜
    - 『支払いの管理編』
    - 『情報の管理編』
    - 『カードの管理編』
- 「貝社員」×「農林水産省」
  - 『貝社員農林水産省へ行く』
- 「東京防災」×「貝社員」[46]
  - 日常備蓄だよ!貝社員

コンテンツの企画:株式会社パロニム、凸版印刷株式会社。
映像制作:株式会社ディー・エル・イー。
- 「貝社員」×「Gaitame.com」[47]
  - FXだよ貝社員
    - スペシャルコラボムービー
    - 「お祭り騒ぎ編」
    - 「飲み会編」

※ 上記の「貝社員の投資 TO THE FUTURE」とは異なる動画。

#### アーティストとコラボした動画
- 「貝社員」×「Charisma.com」
- 「夢みるアドレセンス」×「貝社員」

### コラボ漫画
- 「キャリア形成サポートセンター」 × 「貝社員」
  - 貝社員の描くっす!自分らしいキャリア[9]

### 貝社員関連のイベント

#### 水族館とのコラボ
- ビックリ！貝まつり 〜アイツもコイツも実は貝〜
  - すみだ水族館 (2017.03.18〜2017.05.07)
  - 島根県立しまね海洋館 (2018.07.14〜2018.09.17)
  - アクアワールド・大洗 (2018.11.17〜2019.01.14)

#### アトレ大森とのコラボ
- 大森貝塚紹 “貝” 展 (2018.6.29〜2018.7.31)

## アプリソフト
スマートフォン向けに貝社員のアプリケーションソフトがリリースされたが、出てくるキャラクターはアプリごとに違っている。
| アプリタイトル                   | 貝社員キャラクター | 未登場の貝社員 | 架空の貝 | 「朝だよ!貝社員」オリジナルキャラクター（声優） | 「朝だよ!貝社員」オリジナルキャラクター（ZIP!ファミリー） |
| -------------------------------- | ------------------ | -------------- | -------- | ----------------------------------------------- | --------------------------------------------------------- |
| 貝社員の断末魔                   | 〇                 | 〇             | 〇       | ×                                               | ×                                                         |
| 貝社員のウンザリ上司に貝心の一撃 | 〇                 | 〇             | 〇       | ×                                               | ×                                                         |
| ZIP!GAME パエージャ              | 〇                 | ×              | ×        | ×                                               | 〇                                                        |
| ZIP!GAME ノセール                | 〇                 | ×              | ×        | ×                                               | 〇                                                        |

## 関連書籍
- さわるとキケン! 貝社員図鑑 2016/02/26 発売 ISBN 4391148307

DLE (著) 。
- 朝だよ!貝社員 爆笑‼︎マジでめっちゃオモロイ 海のいきもの図鑑 2017/08/02 発売 ISBN 4990958624

アサリと課長（著）、渡辺政隆（監修）。
- 朝だよ!貝社員 激レア! どうぶつ図鑑 2018/5/2 発売 ISBN 4990958659

アサリと課長（著）、渡辺政隆（監修）。
- 貝社員 浅利軍平 2018/03/21 発売 ISBN 4062209853

浜口倫太郎による小説化作品。ただし、『朝だよ!貝社員』ではなく原作の『貝社員』の別作品。「貝社員」と揶揄されている人間であり、アサリの名前も「浅利軍平」となって、ジップ商事では不明だった業種も「ビール会社の営業マン」に設定されるなど、独自の設定も存在する。

## 貝社員 (公式動画)
- その1「アサリとミル貝」
- その2「ムール貝」
- その3「カキ」
- その4「シジミ」
- その5「ハイガイ」
- その6「ホラ貝」
- その7「カモ貝」
- スペシャルドラマ「貝社員の夏休み」
- その8「シャコ貝」
- その9「パウア貝」
- 貝社員スペシャルドラマ「カラオケ」

## 朝だよ!貝社員

### スタッフ
- 原作 - TOHO CINEMAS LTD.、DLE
- 監督 - モリ・マサ
- 脚本 - モリ・マサ、内藤英一、藤原ちぼり、北野克哉、野々村友紀子
- キャラクターデザイン - 沼田光太郎、まるめな（おおつかめぐみ）
- 作画監督 - 宮崎麻美
- アシスタント・ディレクター - 神田映人
- 作画 - 斉藤晃弘、和泉成彦、堤心平、DLEスタジオ部
- 音楽 - 渡部チェル
- プロデューサー - 井上勝哉、蛭川彩子
- 制作進行 - 北田舞
- 監修 - 守屋健太郎
- 制作プロダクション - DLE

### 各話リスト

#### 2016年
| #                                                                    | サブタイトル                                                           | 備考                                                         | 放送日   |
| -------------------------------------------------------------------- | ---------------------------------------------------------------------- | ------------------------------------------------------------ | -------- |
| 1                                                                    | アサリ1『終電』                                                        | 課長が登場。                                                 | 4月4日   |
| 2                                                                    | ハイ貝1『頼みたいこと』                                                |                                                              | 4月5日   |
| 3                                                                    | ムール貝1『なんでもいいです』                                          | 佐藤が登場。                                                 | 4月6日   |
| 4                                                                    | カモ貝1『遅刻』                                                        |                                                              | 4月7日   |
| 5                                                                    | アサリ2『確認』                                                        |                                                              | 4月8日   |
| 6                                                                    | アワビ1『お詫び』                                                      |                                                              | 4月11日  |
| 7                                                                    | カガミ貝1『カガミ』                                                    |                                                              | 4月12日  |
| 8                                                                    | アサリ3『やりたくない』                                                |                                                              | 4月13日  |
| 9                                                                    | シャコ貝『大企業』                                                     |                                                              | 4月14日  |
| 10                                                                   | ハイ貝『愚痴』                                                         |                                                              | 4月15日  |
| 11                                                                   | カキ『あら探し』                                                       |                                                              | 4月18日  |
| 12                                                                   | ムール貝『飲み会はイヤ』                                               |                                                              | 4月19日  |
| 13                                                                   | アサリ『明日やろう』                                                   |                                                              | 4月20日  |
| 14                                                                   | ホラ貝『スポーツバー』                                                 |                                                              | 4月21日  |
| 15                                                                   | カモ貝『納期』                                                         |                                                              | 4月22日  |
| 16                                                                   | マテ貝『待たせまくり』                                                 |                                                              | 4月25日  |
| 17                                                                   | アサリ『すぐネット』                                                   |                                                              | 4月26日  |
| 18                                                                   | ハイ貝『受注』                                                         |                                                              | 4月27日  |
| 19                                                                   | カガミ貝『ランチにて』                                                 |                                                              | 4月28日  |
| 20                                                                   | トリ貝『お疲れ』                                                       |                                                              | 4月29日  |
| 21                                                                   | アサリ『勘違い』                                                       |                                                              | 5月2日   |
| 22                                                                   | カキ『動かない』                                                       |                                                              | 5月3日   |
| 23                                                                   | ホラ貝『関係者』                                                       |                                                              | 5月4日   |
| 24                                                                   | ムール貝『通販』                                                       |                                                              | 5月5日   |
| 25                                                                   | カモ貝『風邪』                                                         |                                                              | 5月6日   |
| 26                                                                   | ハイ貝『コピー機』                                                     |                                                              | 5月9日   |
| 27                                                                   | アサリ『仮病』                                                         |                                                              | 5月10日  |
| 28                                                                   | カガミ貝『集合写真』                                                   |                                                              | 5月11日  |
| 29                                                                   | カキ『帰りの電車』                                                     |                                                              | 5月12日  |
| 30                                                                   | トリ貝『わかるわかる』                                                 |                                                              | 5月13日  |
| 31                                                                   | マテ貝『来客』                                                         |                                                              | 5月16日  |
| 32                                                                   | シャコ貝『誘い』                                                       |                                                              | 5月17日  |
| 33                                                                   | ムール貝『私って〜』                                                   |                                                              | 5月18日  |
| 34                                                                   | アサリ『メモ』                                                         |                                                              | 5月19日  |
| 35                                                                   | カモ貝『忘れ物』                                                       |                                                              | 5月20日  |
| 36                                                                   | カガミ貝『商談前』                                                     |                                                              | 5月23日  |
| 37                                                                   | ハイ貝『電話』                                                         |                                                              | 5月24日  |
| 38                                                                   | カキ『マター』                                                         |                                                              | 5月25日  |
| 39                                                                   | マテ貝『返事待ち』                                                     |                                                              | 5月26日  |
| 40                                                                   | アサリ『フォロー』                                                     |                                                              | 5月27日  |
| 41                                                                   | トリ貝『悩み相談』                                                     |                                                              | 5月30日  |
| 42                                                                   | ホラ貝『電話しよっか?』                                                |                                                              | 5月31日  |
| 43                                                                   | アサリ『断捨離』                                                       |                                                              | 6月01日  |
| 44                                                                   | ムール貝『顔合わせ』                                                   |                                                              | 6月02日  |
| 45                                                                   | ハイ貝『安請け合い』                                                   |                                                              | 6月03日  |
| 46                                                                   | マテ貝『人員不足』                                                     |                                                              | 6月6日   |
| 47                                                                   | カモ貝『プレゼン』                                                     |                                                              | 6月7日   |
| 48                                                                   | カガミ貝『忘れたカガミ』                                               |                                                              | 6月8日   |
| 49                                                                   | アサリ『友達ノリ』                                                     |                                                              | 6月9日   |
| 50                                                                   | シャコ貝『なにか』                                                     |                                                              | 6月10日  |
| 51                                                                   | ムール貝『ご褒美』                                                     |                                                              | 6月13日  |
| 52                                                                   | アワビ『昼休み』                                                       |                                                              | 6月14日  |
| 53                                                                   | パウア貝『ムチャブリ』                                                 |                                                              | 6月15日  |
| 54                                                                   | ハイ貝『名刺』                                                         |                                                              | 6月16日  |
| 55                                                                   | カモ貝『シュレッダー』                                                 |                                                              | 6月17日  |
| 56                                                                   | アサリ・ハイ貝・ムール貝『クールビズ』                                 | キムチチゲオチ。                                             | 6月20日  |
| 57                                                                   | カキ『ホワイトボード』                                                 |                                                              | 6月21日  |
| 58                                                                   | ホラ貝『英語』                                                         |                                                              | 6月22日  |
| 59                                                                   | アサリ『出世』                                                         |                                                              | 6月23日  |
| 60                                                                   | シャコ貝『上が』                                                       |                                                              | 6月24日  |
| 61                                                                   | アワビ『本音』                                                         |                                                              | 6月27日  |
| 62                                                                   | カガミ貝『前髪』                                                       |                                                              | 6月28日  |
| 63                                                                   | ワスレ貝『ポカ』                                                       |                                                              | 6月29日  |
| 64                                                                   | パウア貝『ノルマ』                                                     |                                                              | 6月30日  |
| 65                                                                   | アサリ・ハイ貝『会話』                                                 |                                                              | 7月1日   |
| 66                                                                   | マテ貝『理由』                                                         |                                                              | 7月4日   |
| 07月05日の放送はダッカ・レストラン襲撃人質テロ事件関連報道のため休止 |                                                                        |                                                              |          |
| 67                                                                   | アサリ『誤送信』                                                       |                                                              | 7月6日   |
| 68                                                                   | トリ貝『七夕』                                                         |                                                              | 7月7日   |
| 69                                                                   | ハイ貝『せーの』                                                       |                                                              | 7月08日  |
| 70                                                                   | ムール貝『お土産』                                                     |                                                              | 7月11日  |
| 71                                                                   | カモ貝『幹事』                                                         |                                                              | 7月12日  |
| 72                                                                   | マテ貝『食べてるから』                                                 |                                                              | 7月13日  |
| 73                                                                   | アサリ『新人尾崎』                                                     | 尾崎里紗が登場。                                             | 7月14日  |
| 74                                                                   | ワスレ貝『思い出す』                                                   |                                                              | 7月15日  |
| 75                                                                   | ホラ貝『海』                                                           |                                                              | 7月18日  |
| 76                                                                   | ハイ貝『外国人』                                                       |                                                              | 7月19日  |
| 77                                                                   | アサリ・アワビ『長い説教』                                             |                                                              | 7月20日  |
| 78                                                                   | カキ『言ったろ』                                                       |                                                              | 7月21日  |
| 79                                                                   | シャコ貝『前向きに』                                                   |                                                              | 7月22日  |
| 80                                                                   | カガミ貝『ナナメの角度』                                               |                                                              | 7月25日  |
| 『7月26日の放送は相模原障害者施設殺傷事件関連報道のため休止          |                                                                        |                                                              |          |
| 81                                                                   | カモ貝『手伝い』                                                       |                                                              | 7月27日  |
| 82                                                                   | ワスレ貝『セッティング』                                               |                                                              | 7月28日  |
| 83                                                                   | パウア貝『退社』                                                       |                                                              | 7月29日  |
| 84                                                                   | ハイ貝『地図』                                                         |                                                              | 8月1日   |
| 85                                                                   | ムール貝『バーベキュー』                                               |                                                              | 8月2日   |
| 86                                                                   | カキ『遅い』                                                           |                                                              | 8月3日   |
| 87                                                                   | シャコ貝『シャコり損』                                                 |                                                              | 8月4日   |
| 88                                                                   | アサリ『尾崎の気持ち』                                                 |                                                              | 8月5日   |
| 89                                                                   | ワスレ貝『伝言』                                                       |                                                              | 8月8日   |
| 90                                                                   | アサリ・ハイ貝『卓球』                                                 |                                                              | 8月9日   |
| 91                                                                   | ホラ貝『ホラー』                                                       |                                                              | 8月10日  |
| 92                                                                   | ムール貝『女子力』                                                     |                                                              | 8月11日  |
| 93                                                                   | アサリ・カモ貝『昨日の記憶』                                           |                                                              | 8月12日  |
| 94                                                                   | アサリ『影響』                                                         |                                                              | 8月15日  |
| 95                                                                   | アワビ『先に』                                                         |                                                              | 8月16日  |
| 96                                                                   | トリ貝『打ち上げ』                                                     |                                                              | 8月17日  |
| 97                                                                   | カモ貝『花火』                                                         |                                                              | 8月18日  |
| 8月19日の放送はリオ五輪関連番組を放送するため休止                    |                                                                        |                                                              |          |
| 98                                                                   | ハイ貝『言い方』                                                       |                                                              | 8月22日  |
| 99                                                                   | アサリ『昼休み中』                                                     |                                                              | 8月23日  |
| 100                                                                  | カキ・ムール貝『エアコン』                                             |                                                              | 8月24日  |
| 101                                                                  | ワスレ貝『敬語』                                                       |                                                              | 8月25日  |
| 102                                                                  | アサリ・カモ貝・ムール貝『差し入れ』                                   |                                                              | 8月26日  |
| 103                                                                  | カキ『奥さん』                                                         | トリ貝が登場。                                               | 8月29日  |
| 104                                                                  | シャコ貝『強敵』                                                       |                                                              | 8月30日  |
| 105                                                                  | カモ貝『無断欠勤』                                                     |                                                              | 8月31日  |
| 106                                                                  | アサリ『徹夜』                                                         | ムール貝が登場。                                             | 9月1日   |
| 107                                                                  | トリ貝・ムール貝『取引先』                                             |                                                              | 9月2日   |
| 108                                                                  | カモ貝・ムール貝・アサリ『待ち合わせ』                                 |                                                              | 9月5日   |
| 109                                                                  | ホラ貝『手相占い』                                                     |                                                              | 9月6日   |
| 110                                                                  | カキ『ナイター観戦』                                                   |                                                              | 9月7日   |
| 111                                                                  | アワビ『謝る理由』                                                     |                                                              | 9月8日   |
| 112                                                                  | アサリ・トリ貝『接待』                                                 |                                                              | 9月9日   |
| 113                                                                  | パウア貝『有給』                                                       |                                                              | 9月12日  |
| 114                                                                  | アサリ『手抜き資料』                                                   |                                                              | 9月13日  |
| 115                                                                  | マテ貝・ムール貝『出張』                                               |                                                              | 9月14日  |
| 116                                                                  | カモ貝『多数決』                                                       |                                                              | 9月15日  |
| 117                                                                  | ハイ貝『タクシー』                                                     |                                                              | 9月16日  |
| 118                                                                  | カキ『優先席』                                                         |                                                              | 9月19日  |
| 119                                                                  | シャコ貝『インテリア』                                                 |                                                              | 9月20日  |
| 120                                                                  | ワスレ貝『はじめまして』                                               |                                                              | 9月21日  |
| 121                                                                  | パウア貝『秋分の日』                                                   |                                                              | 9月22日  |
| 122                                                                  | アサリ『丸投げ』                                                       | カモ貝が登場。                                               | 9月23日  |
| 123                                                                  | オウム貝『ミス』                                                       |                                                              | 9月26日  |
| 124                                                                  | ハイ貝『ハイチーズ』                                                   |                                                              | 9月27日  |
| 125                                                                  | ワスレ貝・カモ貝『人数』                                               |                                                              | 9月28日  |
| 126                                                                  | ホラ貝『キーマン』                                                     |                                                              | 9月29日  |
| 127                                                                  | アサリ・カモ貝・ハイ貝『サプライズ』                                   |                                                              | 9月30日  |
| 128                                                                  | ミル貝『SNS』                                                          |                                                              | 10月03日 |
| 129                                                                  | トリ貝・ムール貝『そうそうそう』                                       |                                                              | 10月04日 |
| 130                                                                  | アサリ『お弁当』                                                       |                                                              | 10月05日 |
| 131                                                                  | カモ貝『出張先（前編）』                                               | カモ貝の両親が登場。                                         | 10月06日 |
| 132                                                                  | カモ貝『出張先（後編）』                                               |                                                              | 10月07日 |
| 133                                                                  | アサリ・ホラ貝・ハイ貝・マテ貝『運動会』                               |                                                              | 10月10日 |
| 134                                                                  | オウム貝『周囲の音』                                                   |                                                              | 10月11日 |
| 135                                                                  | ハイ貝『勝手に契約』                                                   |                                                              | 10月12日 |
| 136                                                                  | アサリ・ムール貝『ホームパーティー』                                   |                                                              | 10月13日 |
| 137                                                                  | マテ貝『新人の退職』                                                   |                                                              | 10月14日 |
| 138                                                                  | ワスレ貝『忘れて』                                                     |                                                              | 10月17日 |
| 139                                                                  | アサリ・ハマグリ『アサリのニュースやる気なし』                         | 番貝編。                                                     | 10月18日 |
| 140                                                                  | ハマグリ『筋トレ』                                                     |                                                              | 10月19日 |
| 141                                                                  | トリ貝・ムール貝『結婚式』                                             |                                                              | 10月20日 |
| 142                                                                  | アサリ・カモ貝『チケット』                                             |                                                              | 10月21日 |
| 143                                                                  | カモ貝『家族会議』                                                     |                                                              | 10月24日 |
| 144                                                                  | ハイ貝『後輩』                                                         |                                                              | 10月25日 |
| 145                                                                  | パウア貝『荷物』                                                       | オウム貝が登場。                                             | 10月26日 |
| 146                                                                  | アサリ・ハイ貝・カモ貝『プリン』                                       |                                                              | 10月27日 |
| 147                                                                  | ムール貝・オウム貝・シャコ貝・ワスレ貝『ハロウィーン』                 |                                                              | 10月28日 |
| 148                                                                  | アサリ・ハイ貝・カモ貝『ハロウィーン②』                                |                                                              | 10月31日 |
| 149                                                                  | シャコ貝『接待ゴルフ』                                                 |                                                              | 11月01日 |
| 150                                                                  | アサリ『返信』                                                         |                                                              | 11月02日 |
| 151                                                                  | カガミ貝『SNSの画像』                                                  |                                                              | 11月03日 |
| 152                                                                  | ハマグリ『昼食』                                                       |                                                              | 11月04日 |
| 153                                                                  | マテ貝『彼女』                                                         |                                                              | 11月07日 |
| 154                                                                  | アサリ・シャコ貝・ムール貝『乾杯』                                     |                                                              | 11月08日 |
| 155                                                                  | ホラ貝『強がり』                                                       |                                                              | 11月09日 |
| 156                                                                  | ワスレ貝・カモ貝『不安なコンビ』                                       |                                                              | 11月10日 |
| 157                                                                  | アサリ・ハイ貝・トリ貝・ムール貝『よろしく』                           |                                                              | 11月11日 |
| 158                                                                  | カキ『帰り道』                                                         |                                                              | 11月14日 |
| 159                                                                  | ハイ貝『夕焼け』                                                       |                                                              | 11月15日 |
| 160                                                                  | ムール貝・ホラ貝『サッカー観戦』                                       |                                                              | 11月16日 |
| 161                                                                  | アサリ『初デート』                                                     |                                                              | 11月17日 |
| 162                                                                  | ワスレ貝『晴れ舞台』                                                   |                                                              | 11月18日 |
| 163                                                                  | ハマグリ『川柳』                                                       |                                                              | 11月21日 |
| 11月22日の放送は東日本大震災の余震関連報道のため休止                 |                                                                        |                                                              |          |
| 164                                                                  | パウア貝『勤労感謝の日』                                               |                                                              | 11月23日 |
| 165                                                                  | アサリ・マテ貝『指示待ち』                                             | 『ウエディング』に続く。                                     | 11月24日 |
| 166                                                                  | マテ貝『ウエディング』                                                 | 『指示待ち』の続き。                                         | 11月25日 |
| 167                                                                  | ハイ貝『修行』                                                         |                                                              | 11月28日 |
| 168                                                                  | カキ『カキ家』                                                         |                                                              | 11月29日 |
| 169                                                                  | ハイ貝・カモ貝『恋バナ』                                               |                                                              | 11月30日 |
| 170                                                                  | フルイ貝『パソコン』                                                   |                                                              | 12月01日 |
| 171                                                                  | トリ貝・ムール貝『合コン会議』                                         |                                                              | 12月02日 |
| 172                                                                  | カモ貝『初デート…カモ』                                                |                                                              | 12月05日 |
| 173                                                                  | アサリ『出社物語』                                                     |                                                              | 12月06日 |
| 174                                                                  | ワスレ貝『風邪をひいたら』                                             |                                                              | 12月07日 |
| 175                                                                  | ハマグリ『マジック』                                                   | ハイ貝が登場。                                               | 12月08日 |
| 176                                                                  | アサリ・カモ貝・ハイ貝・ワスレ貝『忘年会準備』                         |                                                              | 12月09日 |
| 177                                                                  | カモ貝・ムール貝・ハイ貝『カラオケ』                                   |                                                              | 12月12日 |
| 178                                                                  | カモ貝『参観日』                                                       |                                                              | 12月13日 |
| 179                                                                  | オウム貝『居酒屋』                                                     | ハイ貝が登場。                                               | 12月14日 |
| 180                                                                  | ハイ貝『飼育・前編』                                                   | アサリが登場。                                               | 12月15日 |
| 181                                                                  | ハイ貝『飼育・後編』                                                   | アサリが登場。                                               | 12月16日 |
| 182                                                                  | ワスレ貝『電話対応』                                                   |                                                              | 12月19日 |
| 183                                                                  | マテ貝『新婚旅行』                                                     |                                                              | 12月20日 |
| 184                                                                  | アサリ『約束』                                                         | 『クリスマス・イブイブイブ』に続く。                         | 12月21日 |
| 185                                                                  | アサリ『クリスマス・イブイブイブ』                                     | パウア貝が登場。 『約束』の続き。                            | 12月22日 |
| 186                                                                  | カモ貝『クリスマスパーティー』                                         |                                                              | 12月23日 |
| 187                                                                  | トリ貝・ムール貝『うわさ話』                                           | アサリが登場（画像のみ）。                                   | 12月26日 |
| 188                                                                  | アワビ『休暇なので』                                                   |                                                              | 12月27日 |
| 189                                                                  | アサリ・カモ貝・ハイ貝・ワスレ貝『忘年会本番』                         |                                                              | 12月28日 |
| 190                                                                  | アサリ・ハイ貝・カモ貝・ムール貝・ワスレ貝・トリ貝『今年を振り返って』 | シャコ貝・ホラ貝・カガミ貝・アワビ・オウム貝・ミル貝が登場。 | 12月29日 |

#### 2017年
| #                                                         | サブタイトル                                                           | 備考                                                               | 放送日   |
| --------------------------------------------------------- | ---------------------------------------------------------------------- | ------------------------------------------------------------------ | -------- |
| 191                                                       | アサリ・ハイ貝・ワスレ貝『新年の抱負』                                 |                                                                    | 1月04日  |
| 192                                                       | アサリ・ハイ貝・カモ貝・ワスレ貝・シャコ貝・ムール貝『仕事始め』       | ホラ貝が登場。                                                     | 1月05日  |
| 193                                                       | オウム貝『年賀状』                                                     |                                                                    | 1月06日  |
| 194                                                       | ムール貝・トリ貝『成人の日』                                           |                                                                    | 1月09日  |
| 195                                                       | シャコ貝『肩書き』                                                     |                                                                    | 1月10日  |
| 196                                                       | カモ貝『反抗期』                                                       |                                                                    | 1月11日  |
| 197                                                       | アサリ『新婚』                                                         |                                                                    | 1月12日  |
| 198                                                       | ハイ貝『ハイ?』                                                        |                                                                    | 1月13日  |
| 199                                                       | カキ『カキの休日』                                                     |                                                                    | 1月16日  |
| 200                                                       | アワビ『言いすぎ』                                                     | ハイ貝が登場。                                                     | 1月17日  |
| 201                                                       | ハマグリ『探偵』                                                       | カモ貝が登場。                                                     | 1月18日  |
| 202                                                       | パウア貝『お昼ご飯』                                                   |                                                                    | 1月19日  |
| 203                                                       | アサリ・ハイ貝・カモ貝・ワスレ貝『こたつ』                             |                                                                    | 1月20日  |
| 204                                                       | アサリ『説教』                                                         |                                                                    | 1月23日  |
| 205                                                       | ハイ貝『健康診断』                                                     |                                                                    | 1月24日  |
| 206                                                       | マテ貝『ランチの注文』                                                 |                                                                    | 1月25日  |
| 207                                                       | ムール貝『タイプ』                                                     |                                                                    | 1月26日  |
| 208                                                       | アサリ・ハイ貝・カモ貝『スノーボード』                                 |                                                                    | 1月27日  |
| 209                                                       | カモ貝『告白』                                                         |                                                                    | 1月30日  |
| 210                                                       | カキ『水』                                                             |                                                                    | 1月31日  |
| 211                                                       | ホラ貝『誕生日』                                                       |                                                                    | 2月01日  |
| 212                                                       | ワスレ貝『そこだけ』                                                   |                                                                    | 2月02日  |
| 213                                                       | カキ『節分』                                                           |                                                                    | 2月03日  |
| 214                                                       | シャコ貝『日課』                                                       |                                                                    | 2月06日  |
| 215                                                       | パウア貝『くだまき』                                                   |                                                                    | 2月07日  |
| 216                                                       | フルイ貝『新人教育』                                                   |                                                                    | 2月08日  |
| 217                                                       | アサリ・ハイ貝・カモ貝『買い物』                                       |                                                                    | 2月09日  |
| 218                                                       | マテ貝『出産』                                                         | （マテ貝）ジュニアが登場。                                         | 2月10日  |
| 219                                                       | トリ貝『女子会』                                                       |                                                                    | 2月13日  |
| 220                                                       | アサリ『バレンタインデー』                                             |                                                                    | 2月14日  |
| 221                                                       | ワスレ貝『貼り付けました』                                             |                                                                    | 2月15日  |
| 222                                                       | マテ貝・アワビ『鍋』                                                   |                                                                    | 2月16日  |
| 223                                                       | アサリ・ハイ貝・カモ貝・シャコ貝『合流しませんか?』                    |                                                                    | 2月17日  |
| 224                                                       | パウア貝『呼び出し』                                                   |                                                                    | 2月20日  |
| 225                                                       | ホラ貝『歌』                                                           |                                                                    | 2月21日  |
| 226                                                       | アサリ・ハイ貝・カモ貝・ムール貝『ため息』                             |                                                                    | 2月22日  |
| 227                                                       | カキ『娘の彼氏』                                                       |                                                                    | 2月23日  |
| 228                                                       | ハマグリ『占い』                                                       |                                                                    | 2月24日  |
| 229                                                       | ムール貝『ネイル』                                                     |                                                                    | 2月27日  |
| 230                                                       | アサリ・ワスレ貝・トリ貝『名刺の裏』                                   |                                                                    | 2月28日  |
| 231                                                       | パウア貝『理想の上司』                                                 |                                                                    | 3月01日  |
| 232                                                       | カモ貝『家族旅行』                                                     |                                                                    | 3月02日  |
| 233                                                       | マテ貝『寝顔』                                                         |                                                                    | 3月03日  |
| 234                                                       | ハマグリ『大成功』                                                     |                                                                    | 3月06日  |
| 235                                                       | アサリ『ランチ』                                                       |                                                                    | 3月07日  |
| 236                                                       | カキ『渋滞』                                                           |                                                                    | 3月08日  |
| 237                                                       | アサリ・ハイ貝・カモ貝『登山』                                         |                                                                    | 3月09日  |
| 238                                                       | ワスレ貝『似た名前』                                                   | アサリが登場。                                                     | 3月10日  |
| 239                                                       | トリ貝『アピール』                                                     |                                                                    | 3月13日  |
| 240                                                       | パウア貝『ハワイ土産』                                                 |                                                                    | 3月14日  |
| 241                                                       | ワスレ貝『備えあれば』                                                 | トリ貝、ムール貝が登場。                                           | 3月15日  |
| 242                                                       | フルイ貝『プレゼンテーション』                                         |                                                                    | 3月16日  |
| 243                                                       | アサリ『伝えたいこと』                                                 |                                                                    | 3月17日  |
| 244                                                       | ハマグリ『卒業式』                                                     | アサリ、カモ貝、トリ貝、ムール貝、ワスレ貝が登場。                 | 3月27日  |
| 245                                                       | パウア貝『花粉症』                                                     |                                                                    | 3月28日  |
| 246                                                       | カキ『花粉症②』                                                        |                                                                    | 3月29日  |
| 247                                                       | アサリ・ハイ貝・カモ貝『想い』                                         | 『幸運を』に続く。                                                 | 3月30日  |
| 248                                                       | アサリ・カモ貝『幸運を』                                               | 『想い』の続き。                                                   | 3月31日  |
| 249                                                       | アサリ『お花見』                                                       |                                                                    | 4月03日  |
| 250                                                       | カキ『プロ野球』                                                       |                                                                    | 4月04日  |
| 251                                                       | ハイ貝、カモ貝『花粉症③』                                              |                                                                    | 4月05日  |
| 252                                                       | アサリ、ハイ貝、カモ貝『イヌ』                                         |                                                                    | 4月06日  |
| 253                                                       | アサリ、カモ貝、ムール貝、ワスレ貝、シャコ貝『お花見②』                |                                                                    | 4月07日  |
| 254                                                       | アワビ『アワビの秘密』                                                 |                                                                    | 4月10日  |
| 255                                                       | ミル貝『ミル』                                                         |                                                                    | 4月11日  |
| 256                                                       | ハイ貝『達人』                                                         |                                                                    | 4月12日  |
| 257                                                       | ハイ貝『達人②』                                                        |                                                                    | 4月13日  |
| 258                                                       | ハマグリ『王子様』                                                     |                                                                    | 4月14日  |
| 259                                                       | アサリ『検索結果』                                                     |                                                                    | 4月17日  |
| 260                                                       | アサリ・ハイ貝・カモ貝・ムール貝・ワスレ貝・トリ貝・カガミ貝『ご案内』 |                                                                    | 4月18日  |
| 261                                                       | カモ貝『お見合い』                                                     |                                                                    | 4月19日  |
| 262                                                       | ムール貝・トリ貝『小顔効果』                                           | ゼリーオチ。                                                       | 4月20日  |
| 263                                                       | アサリ・ハイ貝・カモ貝『受注件数』                                     |                                                                    | 4月21日  |
| 264                                                       | アワビ『穴埋め』                                                       |                                                                    | 4月24日  |
| 265                                                       | マテ貝『はじめての子守り』                                             |                                                                    | 4月25日  |
| 266                                                       | アサリ・ハイ貝・カモ貝『チンアナゴ』                                   |                                                                    | 4月26日  |
| 267                                                       | パウア貝『お祝い』                                                     | アサリが登場。                                                     | 4月27日  |
| 268                                                       | アサリ・カモ貝・マテ貝『ゴールデンウイーク』                           |                                                                    | 4月28日  |
| 269                                                       | アサリ・カモ貝・ハイ貝『五月病』                                       |                                                                    | 5月08日  |
| 270                                                       | アサリ・カモ貝・ハイ貝『五月病（後編）』                               |                                                                    | 5月09日  |
| 271                                                       | カガミ貝『どっち？』                                                   |                                                                    | 5月10日  |
| 272                                                       | ムール貝・ワスレ貝・アワビ『エレベーター』                             |                                                                    | 5月11日  |
| 273                                                       | ハマグリ『母』                                                         | アサリが登場。                                                     | 5月12日  |
| 274                                                       | アサリ『振り替え』                                                     |                                                                    | 5月15日  |
| 275                                                       | カキ『給湯室』                                                         |                                                                    | 5月16日  |
| 276                                                       | パウア貝『パワハラ』                                                   |                                                                    | 5月17日  |
| 277                                                       | ミル貝『豪華な料理』                                                   | シャコ貝が登場（画像のみ）。                                       | 5月18日  |
| 278                                                       | ヒ貝『もしも』                                                         |                                                                    | 5月19日  |
| 279                                                       | アサリ・ハイ貝・カモ貝『ババ抜き』                                     |                                                                    | 5月22日  |
| 280                                                       | ワスレ貝『落し物』                                                     |                                                                    | 5月23日  |
| 281                                                       | マテ貝『面接』                                                         |                                                                    | 5月24日  |
| 282                                                       | カガミ貝『チェック』                                                   |                                                                    | 5月25日  |
| 283                                                       | アサリ『アサリのゆるゆるお便り紹貝』                                   | ハイ貝が登場。番貝編。                                             | 5月26日  |
| 284                                                       | ハマグリ『ロールプレイングゲーム』                                     |                                                                    | 5月29日  |
| 285                                                       | アサリ・カモ貝・ハイ貝『時計大作戦』                                   |                                                                    | 5月30日  |
| 286                                                       | パウア貝・カキ『同期会』                                               | アサリ・カモ貝・ハイ貝が登場。                                     | 5月31日  |
| 287                                                       | フルイ貝『くしゃみ』                                                   |                                                                    | 6月01日  |
| 288                                                       | トリ貝・ムール貝『ニャッツ・アイ』                                     |                                                                    | 6月02日  |
| 289                                                       | ハイ貝『相談』                                                         | アサリが登場。                                                     | 6月05日  |
| 290                                                       | アワビ貝『アワビの秘密②』                                              |                                                                    | 6月06日  |
| 291                                                       | ワスレ貝『結婚式のスピーチ』                                           |                                                                    | 6月07日  |
| 292                                                       | アサリ・ハイ貝・カモ貝『雨天中止』                                     |                                                                    | 6月08日  |
| 293                                                       | ヒ貝『根拠』                                                           |                                                                    | 6月09日  |
| 294                                                       | ミル貝『投稿者は…』                                                    | アサリ・ハイ貝・カモ貝・シャコ貝が登場（画像のみ）。               | 6月12日  |
| 295                                                       | ハイ貝『はじめての商談『出発編』                                       |                                                                    | 6月13日  |
| 296                                                       | ハイ貝『はじめての商談『実践編』                                       |                                                                    | 6月14日  |
| 297                                                       | ハイ貝『はじめての商談『帰社編』                                       |                                                                    | 6月15日  |
| 298                                                       | カキ『父の日』                                                         |                                                                    | 6月16日  |
| 299                                                       | ハマグリ『忍者』                                                       | カモ貝が登場。                                                     | 6月19日  |
| 300                                                       | シャコ貝『再会』                                                       | カモ貝が登場。 徳島えりかが登場。                                  | 6月20日  |
| 301                                                       | アサリ・ハイ貝『傘』                                                   |                                                                    | 6月21日  |
| 302                                                       | ホラ貝『ホラから出た…（前編）』                                        |                                                                    | 6月22日  |
| 303                                                       | ホラ貝『ホラから出た…（後編）』                                        |                                                                    | 6月23日  |
| 304                                                       | カガミ貝『湿気』                                                       |                                                                    | 6月26日  |
| 305                                                       | パウア貝・カキ『診断結果』                                             |                                                                    | 6月27日  |
| 306                                                       | トリ貝・ムール貝『ターゲット』                                         |                                                                    | 6月28日  |
| 307                                                       | アサリ・ハイ貝・カモ貝『梅雨どき』                                     |                                                                    | 6月29日  |
| 308                                                       | ヒ貝『営業の基本』                                                     |                                                                    | 6月30日  |
| 309                                                       | ハイ貝『クイズ』                                                       |                                                                    | 7月03日  |
| 310                                                       | パウア貝『圧迫面接』                                                   |                                                                    | 7月04日  |
| 311                                                       | カモ貝『タクシー移動』                                                 |                                                                    | 7月05日  |
| 312                                                       | アワビ『アワビの秘密③』                                                |                                                                    | 7月06日  |
| 313                                                       | アサリ、ハイ貝、カモ貝『最後の一つ』                                   |                                                                    | 7月07日  |
| 314                                                       | パウワ貝・カキ『How To 本』                                            |                                                                    | 7月10日  |
| 315                                                       | ワスレ貝『パスワード』                                                 |                                                                    | 7月11日  |
| 316                                                       | フルイ貝・ハマグリ・アサリ『ダジャレ』                                 |                                                                    | 7月12日  |
| 317                                                       | シャコ貝『幼馴染』                                                     |                                                                    | 7月13日  |
| 318                                                       | トリ貝・ムール貝『海or山』                                             |                                                                    | 7月14日  |
| 319                                                       | アサリ・ハイ貝・カモ貝・トリ貝『席替え』                               |                                                                    | 7月17日  |
| 320                                                       | マテ貝『子連れ』                                                       |                                                                    | 7月18日  |
| 321                                                       | アサリ『優先順位』                                                     |                                                                    | 7月19日  |
| 322                                                       | カガミ貝『囲まれたい』                                                 |                                                                    | 7月20日  |
| 323                                                       | ヒ貝『孤立』                                                           |                                                                    | 7月21日  |
| 324                                                       | アサリ・カモ貝・ムール貝・トリ貝ほか『伝えたいこと』                   | マテ貝・シャコ貝・アワビが登場。                                   | 7月24日  |
| 325                                                       | カキ『ラーメン』                                                       |                                                                    | 7月25日  |
| 326                                                       | ツブ貝『新人ツブ貝』                                                   |                                                                    | 7月26日  |
| 327                                                       | パウア貝『猛暑日』                                                     |                                                                    | 7月27日  |
| 328                                                       | ハマグリ『サムライ』                                                   |                                                                    | 7月28日  |
| 329                                                       | アサリ・カモ貝・ワスレ貝『社員旅行①』                                  | シャコ貝・ホラ貝・アワビ・ミル貝が登場。                           | 7月31日  |
| 330                                                       | フルイ貝『社員旅行②』                                                  |                                                                    | 8月01日  |
| 331                                                       | アサリ『社員旅行③』                                                    |                                                                    | 8月02日  |
| 332                                                       | アサリ・ハイ貝・カモ貝『社員旅行④』                                    |                                                                    | 8月03日  |
| 333                                                       | アサリ・ハイ貝・カモ貝『社員旅行⑤』                                    |                                                                    | 8月04日  |
| 334                                                       | アワビ『アワビの秘密④』                                                |                                                                    | 8月07日  |
| 335                                                       | パウア貝・カキ『マドンナ』                                             |                                                                    | 8月08日  |
| 336                                                       | アサリ『夏の働き方』                                                   |                                                                    | 8月09日  |
| 337                                                       | シャコ貝『歓迎会』                                                     |                                                                    | 8月10日  |
| 338                                                       | ワスレ貝『小林さん』                                                   |                                                                    | 8月11日  |
| 339                                                       | アサリ・ハイ貝・カモ貝『スイカ割り』                                   |                                                                    | 8月14日  |
| 340                                                       | カガミ貝『心霊写真』                                                   |                                                                    | 8月15日  |
| 341                                                       | ツブ貝『新人歓迎会』                                                   |                                                                    | 8月16日  |
| 342                                                       | ハイ貝『ハイの真意』                                                   | アサリが登場。                                                     | 8月17日  |
| 343                                                       | アサリ・ハイ貝・カモ貝『グループチャット』                             |                                                                    | 8月18日  |
| 344                                                       | パウア貝『タイミング』                                                 |                                                                    | 8月21日  |
| 345                                                       | ホラ貝『サークルOB』                                                   |                                                                    | 8月22日  |
| 346                                                       | マテ貝『歯医者』                                                       |                                                                    | 8月23日  |
| 347                                                       | トリ貝・ムール貝『よこどり』                                           |                                                                    | 8月24日  |
| 348                                                       | ヒ貝『社内プレゼン』                                                   |                                                                    | 8月25日  |
| 349                                                       | アサリ『お祝いムービー』                                               |                                                                    | 8月28日  |
| 8月29日の放送は北朝鮮のミサイル発射実験関連報道のため休止 |                                                                        |                                                                    |          |
| 350                                                       | カガミ貝『雨の朝』                                                     |                                                                    | 8月30日  |
| 351                                                       | アサリ・ハイ貝・カモ貝『天使と悪魔』                                   |                                                                    | 8月31日  |
| 352                                                       | ワスレ貝『帰省』                                                       |                                                                    | 9月01日  |
| 353                                                       | アサリ『通勤電車』                                                     |                                                                    | 9月04日  |
| 354                                                       | カモ貝『代理』                                                         |                                                                    | 9月05日  |
| 355                                                       | アワビ『アワビの秘密⑤』                                                |                                                                    | 9月06日  |
| 356                                                       | カキ『授業参観』                                                       |                                                                    | 9月07日  |
| 357                                                       | アサリ『アサリのゆるゆるお便り紹貝②』                                  | カモ貝が登場。番貝編。                                             | 9月08日  |
| 358                                                       | シャコ貝『ジャンケン』                                                 |                                                                    | 9月11日  |
| 359                                                       | パウア貝『笑顔の格差』                                                 |                                                                    | 9月12日  |
| 360                                                       | アサリ・ハイ貝・カモ貝『三等分』                                       |                                                                    | 9月13日  |
| 361                                                       | ツブ貝『社外秘』                                                       |                                                                    | 9月14日  |
| 362                                                       | 番貝編『正直な男』                                                     | 小林司が主役。 アサリが登場。 ウチの夫は仕事ができないとのコラボ。 | 9月15日  |
| 363                                                       | ハイ貝『視察』                                                         | アメリカ版ハイ貝が登場。                                           | 9月18日  |
| 364                                                       | シャコ貝『受付嬢』                                                     |                                                                    | 9月19日  |
| 365                                                       | フルイ貝『過去の栄光』                                                 |                                                                    | 9月20日  |
| 366                                                       | マテ貝『天才』                                                         |                                                                    | 9月21日  |
| 367                                                       | イシ貝『議事録』                                                       | アサリが登場。                                                     | 9月22日  |
| 368                                                       | カキ・パウア貝『間違い』                                               |                                                                    | 9月25日  |
| 369                                                       | ワスレ貝『寄せ書き』                                                   |                                                                    | 9月26日  |
| 370                                                       | アサリ『ここでは新人』                                                 |                                                                    | 9月27日  |
| 371                                                       | カモ貝『初めて』                                                       |                                                                    | 9月28日  |
| 372                                                       | ヒ貝『注意点』                                                         | アサリが登場。                                                     | 9月29日  |
| 373                                                       | アサリ・ハイ貝・カモ貝『立ち上がれ貝社員①』                            |                                                                    | 10月02日 |
| 374                                                       | アサリ・ハイ貝・カモ貝『立ち上がれ貝社員②』                            |                                                                    | 10月03日 |
| 375                                                       | アサリ・カモ貝・ハイ貝・ワスレ貝・ホラ貝・他『立ち上がれ貝社員③』      | トリ貝・パウア貝が登場。                                           | 10月04日 |
| 376                                                       | アサリ・ハイ貝・カモ貝『立ち上がれ貝社員④』                            |                                                                    | 10月05日 |
| 377                                                       | アサリ・ハイ貝・カモ貝『立ち上がれ貝社員⑤』                            |                                                                    | 10月06日 |
| 378                                                       | ツブ貝『加工』                                                         |                                                                    | 10月09日 |
| 379                                                       | マテ貝『親バカ』                                                       |                                                                    | 10月10日 |
| 380                                                       | パウア貝『部下の風邪』                                                 |                                                                    | 10月11日 |
| 381                                                       | ハイ貝『視察②』                                                        | フランス版ハイ貝が登場。                                           | 10月12日 |
| 382                                                       | イシ貝『予定通り』                                                     | アサリが登場。                                                     | 10月13日 |
| 383                                                       | アサリ『アサリのゆるゆるお便り紹貝③』                                  | 番貝編。                                                           | 10月16日 |
| 384                                                       | カキ・パウア貝『鉢合わせ』                                             |                                                                    | 10月17日 |
| 385                                                       | アサリ・ハイ貝・カモ貝『ビンゴ』                                       |                                                                    | 10月18日 |
| 386                                                       | ワスレ貝『ワスレ式営業術』                                             |                                                                    | 10月19日 |
| 387                                                       | ハマグリ『応援団』                                                     | アサリ・カモ貝・ハイ貝が登場。                                     | 10月20日 |
| 10月23日の放送は台風21号関連報道のため休止                |                                                                        |                                                                    |          |
| 388                                                       | ハイ貝『ハイテンション』                                               | アサリが登場。                                                     | 10月24日 |
| 389                                                       | トリ貝・ムール貝『名刺バトル』                                         |                                                                    | 10月25日 |
| 390                                                       | オウム貝『オウム貝一家』                                               | オウム貝の家族が登場。                                             | 10月26日 |
| 391                                                       | パウア貝・カキ『ハロウィーン前』                                       | アサリ・カモ貝・ハイ貝が登場。                                     | 10月27日 |
| 392                                                       | アサリ『諦め』                                                         |                                                                    | 10月30日 |
| 393                                                       | パウア貝『ハロウィーン当日』                                           |                                                                    | 10月31日 |
| 394                                                       | ツブ貝『フォトジェニック』                                             |                                                                    | 11月01日 |
| 395                                                       | マテ貝・ムール貝『足止め』                                             |                                                                    | 11月02日 |
| 396                                                       | アサリ・カモ貝・ハイ貝『雨男』                                         |                                                                    | 11月03日 |
| 397                                                       | ワスレ貝『金庫』                                                       |                                                                    | 11月06日 |
| 398                                                       | シャコ貝『地元特有』                                                   | カモ貝が登場。                                                     | 11月07日 |
| 399                                                       | カモ貝『おせっかい』                                                   |                                                                    | 11月08日 |
| 400                                                       | ハイ貝『山ごもり』                                                     | アサリが登場。                                                     | 11月09日 |
| 401                                                       | アサリ・ムール貝・アワビ・カモ貝『キャンプ』                           | 激辛カレーオチ。                                                   | 11月10日 |
| 402                                                       | ハマグリ『声優』                                                       |                                                                    | 11月13日 |
| 403                                                       | パウア貝『出張の夜』                                                   |                                                                    | 11月14日 |
| 404                                                       | アサリ『南極物語①』                                                    |                                                                    | 11月15日 |
| 405                                                       | アサリ『南極物語②』                                                    | ハイ貝が登場。                                                     | 11月16日 |
| 406                                                       | アサリ『南極物語③』                                                    |                                                                    | 11月17日 |
| 407                                                       | ハイ貝『赤ちゃん』                                                     | アサリ・カモ貝・マテ貝が登場。                                     | 11月20日 |
| 408                                                       | イシ貝『私物』                                                         | アサリが登場。                                                     | 11月21日 |
| 409                                                       | マテ貝『いい夫婦の日』                                                 |                                                                    | 11月22日 |
| 410                                                       | パウア貝『勤労感謝の日』                                               |                                                                    | 11月23日 |
| 411                                                       | シャコ貝『シャコ貝とえりか 〜小学生編〜』                              |                                                                    | 11月24日 |
| 412                                                       | ワスレ貝『後輩②』                                                      |                                                                    | 11月27日 |
| 413                                                       | アワビ『お詫びのプロ』                                                 |                                                                    | 11月28日 |
| 414                                                       | パウア貝『オゴリ』                                                     |                                                                    | 11月29日 |
| 415                                                       | ツブ貝『DIY』                                                          |                                                                    | 11月30日 |
| 416                                                       | アサリ『企画書の形』                                                   |                                                                    | 12月01日 |
| 417                                                       | ハマグリ『マンボウ』                                                   | ヒ貝が登場。                                                       | 12月04日 |
| 418                                                       | ハイ貝『頼れるパートナー』                                             | 中国版ハイ貝が登場。                                               | 12月05日 |
| 419                                                       | イシ貝『割り勘』                                                       | アサリ・カモ貝・ハイ貝が登場。                                     | 12月06日 |
| 420                                                       | アサリ・カモ貝・ハイ貝・ムール貝・シャコ貝・ワスレ貝『忘年会①』        |                                                                    | 12月07日 |
| 421                                                       | 番貝編『経費削減』                                                     | 鳴海涼介が主役。 アサリが登場 先に生まれただけの僕とのコラボ。     | 12月08日 |
| 422                                                       | シャコ貝『シャコ貝とえりか 〜高校生編〜』                              |                                                                    | 12月11日 |
| 423                                                       | アサリ・カモ貝・ハイ貝・ムール貝・シャコ貝・ワスレ貝『忘年会②』        |                                                                    | 12月12日 |
| 424                                                       | ホラ貝『常連』                                                         |                                                                    | 12月13日 |
| 425                                                       | アサリ・カモ貝・マテ貝『バドミントン』                                 | ゼリーオチ。                                                       | 12月14日 |
| 426                                                       | アサリ・ハイ貝・カモ貝『発注ミス』                                     | スター・ウォーズ/最後のジェダイとのコラボ。                        | 12月15日 |
| 427                                                       | ハイ貝『トラブル』                                                     | アサリが登場。                                                     | 12月18日 |
| 428                                                       | ムール貝・トリ貝『今年の漢字』                                         |                                                                    | 12月19日 |
| 429                                                       | アサリ・カモ貝・シャコ貝・ハイ貝・ムール貝・ワスレ貝『忘年会③』        |                                                                    | 12月20日 |
| 430                                                       | アサリ・カモ貝・ハイ貝『忘年会④』                                      | 貝社員の唄『1番を披露。                                            | 12月21日 |
| 431                                                       | パウア貝『クリスマス』                                                 |                                                                    | 12月22日 |
| 432                                                       | アサリ『流行語大賞』                                                   |                                                                    | 12月25日 |
| 433                                                       | ツブ貝『ハッシュタグ』                                                 |                                                                    | 12月26日 |
| 434                                                       | ヒ貝『ご足労』                                                         |                                                                    | 12月27日 |
| 435                                                       | アサリ・ハイ貝・カモ貝『思い出』                                       |                                                                    | 12月28日 |

#### 2018年
| #                                                   | サブタイトル                                                             | 備考 | 放送日   |
| --------------------------------------------------- | ------------------------------------------------------------------------ | --- | -------- |
| 436                                                 | アサリ・ハイ貝・カモ貝・トリ貝・パウア貝『新年のご挨拶』                 | | 1月04日  |
| 437                                                 | アサリ・カモ貝・ハイ貝『初出勤』                                         | | 1月05日  |
| 438                                                 | アサリ『飲み会の誘い』                                                   | | 1月08日  |
| 439                                                 | ツブ貝『使い分け』                                                       | | 1月09日  |
| 440                                                 | ハマグリ『念願』                                                         | | 1月10日  |
| 441                                                 | シャコ貝・カガミ貝『足並み』                                             | | 1月11日  |
| 442                                                 | アサリ・ヒ貝・イシ貝『ラスイチ』                                         | | 1月12日  |
| 443                                                 | アサリ・カモ貝・ハイ貝・マテ貝・トリ貝・ムール貝『深層心理』             | ゼリーオチ。 | 1月15日  |
| 444                                                 | アサリ『人工知能』                                                       | | 1月16日  |
| 445                                                 | カブラ貝『帰国』                                                         | | 1月17日  |
| 446                                                 | フルイ貝『紙芝居』                                                       | | 1月18日  |
| 447                                                 | ワスレ貝『ふと思い出す』                                                 | | 1月19日  |
| 448                                                 | アサリ・カモ貝・ハイ貝『ベンチャー企業①』                                | | 1月22日  |
| 449                                                 | アサリ・カモ貝・ハイ貝『ベンチャー企業②』                                | | 1月23日  |
| 450                                                 | アサリ・カモ貝・ハイ貝『ベンチャー企業③』                                | | 1月24日  |
| 451                                                 | ワスレ貝・カキ『強いハート』                                             | | 1月25日  |
| 452                                                 | パウア貝『蒸し返す』                                                     | | 1月26日  |
| 453                                                 | ハマグリ『儀式』                                                         | アサリ（仕事サボり神）が登場。 | 1月29日  |
| 454                                                 | アサリ『優しさ』                                                         | | 1月30日  |
| 455                                                 | イシ貝『よって不可』                                                     | アサリが登場。 | 1月31日  |
| 456                                                 | アサリ・カキ・パウア貝『派閥』                                           | ゼリーオチ。 | 2月01日  |
| 2月2日の放送は大雪の報道のため休止                  |                                                                          | |          |
| 457                                                 | シャコ貝『シンクロ率』                                                   | | 2月05日  |
| 458                                                 | ワスレ貝・カキ『居眠り』                                                 | | 2月06日  |
| 459                                                 | ヒ貝『座席表』                                                           | | 2月07日  |
| 460                                                 | アサリ『アサリのゆるゆるお便り紹貝④』                                    | 番貝編。 | 2月08日  |
| 461                                                 | アサリ・カモ貝・ハイ貝『銭湯』                                           | ゼリーオチ。 | 2月09日  |
| 462                                                 | パウア貝・カキ『全員同じ』                                               | | 2月12日  |
| 463                                                 | イシ貝『私語』                                                           | アサリが登場。 | 2月13日  |
| 464                                                 | アサリ・カモ貝・ハイ貝『バレンタイン』                                   | | 2月14日  |
| 465                                                 | マテ貝・アワビ『資料待ち』                                               | | 2月15日  |
| 466                                                 | カモ貝『受験』                                                           | ニセカモ貝が登場。 | 2月16日  |
| 467                                                 | ムール貝『有給申請』                                                     | | 2月19日  |
| 468                                                 | ハマグリ・フルイ貝『バブル』                                             | | 2月20日  |
| 469                                                 | アサリ・カキ『指導』                                                     | ゼリーオチ。 | 2月21日  |
| 470                                                 | シャコ貝『懐かしい遊び』                                                 | | 2月22日  |
| 471                                                 | ハイ貝『サポート』                                                       | | 2月23日  |
| 472                                                 | ヒ貝『ハッキング』                                                       | | 2月26日  |
| 473                                                 | アサリ・カモ貝・ハイ貝『スキー』                                         | | 2月27日  |
| 474                                                 | ハイ貝『研修』                                                           | 東北版ハイ貝が登場。 | 2月28日  |
| 475                                                 | ツブ貝『不満』                                                           | アサリが登場。 | 3月01日  |
| 476                                                 | ホラ貝『ひなまつり』                                                     | | 3月02日  |
| 477                                                 | シャコ貝『時間がない』                                                   | | 3月05日  |
| 478                                                 | シャコ貝『秘儀』                                                         | | 3月06日  |
| 479                                                 | シャコ貝『ログイン』                                                     | | 3月07日  |
| 480                                                 | シャコ貝『二人の秘密』                                                   | | 3月08日  |
| 481                                                 | 番貝編『もみ消して』                                                     | 北沢秀作が主役。 アサリが登場。 もみ消して冬とのコラボ。 | 3月09日  |
| 482                                                 | カブラ貝『マナー』                                                       | | 3月12日  |
| 483                                                 | アサリ『ここは僕が』                                                     | | 3月13日  |
| 484                                                 | カガミ貝『ホワイトデー』                                                 | | 3月14日  |
| 485                                                 | ムール貝・カモ貝・ハイ貝・シャコ貝・マテ貝・アワビ『移動』               | | 3月15日  |
| 486                                                 | アサリ『花の金曜日』                                                     | | 3月16日  |
| 487                                                 | アサリ・カモ貝・ハイ貝『電脳空間』                                       | | 3月19日  |
| 488                                                 | カブラ貝『だから日本は』                                                 | | 3月20日  |
| 489                                                 | パウア貝・カキ『時が経つのが早い』                                       | | 3月21日  |
| 490                                                 | ツブ貝『会食』                                                           | | 3月22日  |
| 491                                                 | ハマグリ『昔のゲーム』                                                   | | 3月23日  |
| 492                                                 | カキ『家族写真』                                                         | | 3月26日  |
| 493                                                 | ワスレ貝・カモ貝・ムール貝『送別会』                                     | アワビが登場。 | 3月27日  |
| 494                                                 | イシ貝『転勤になったら』                                                 | | 3月28日  |
| 495                                                 | アサリ・ハイ貝・カモ貝『さよなら①』                                      | | 3月29日  |
| 496                                                 | アサリ・ハイ貝・カモ貝『さよなら②』                                      | ホラ貝が登場（画像のみ）。 | 3月30日  |
| 497                                                 | アサリ・ハイ貝・カモ貝『アフターエイプリルフール』                       | | 4月02日  |
| 498                                                 | カモ貝・アワビ・マテ貝・トリ貝『場所取り』                               | アサリ・イシ貝・カキ・カブラ貝・ハイ貝・ ハマグリ・ホラ貝・ムール貝・ワスレ貝が登場。                                                                                         | 4月03日  |
| 499                                                 | ツブ貝『裏アカ』                                                         | | 4月04日  |
| 500                                                 | アワビ『遅刻の電話』                                                     | | 4月05日  |
| 501                                                 | パウア貝・カキ『見ている』                                               | | 4月06日  |
| 502                                                 | アサリ『省略』                                                           | | 4月09日  |
| 503                                                 | ヒ貝・シャコ貝『野球大会①』                                              | パウア貝が登場。 | 4月10日  |
| 504                                                 | アサリ・イシ貝『野球大会②』                                              | パウア貝が登場。 | 4月11日  |
| 505                                                 | アサリ・ワスレ貝『野球大会③』                                            | | 4月12日  |
| 506                                                 | パウア貝『野球大会④』                                                    | | 4月13日  |
| 507                                                 | カブラ貝『シェア』                                                       | | 4月16日  |
| 508                                                 | アサリ・パウア貝『相性』                                                 | ゼリーオチ。 | 4月17日  |
| 509                                                 | ハイ貝『入れ替わり』                                                     | | 4月18日  |
| 510                                                 | マテ貝『買っちゃった』                                                   | | 4月19日  |
| 511                                                 | アサリ・ハイ貝・カモ貝『肩書き』                                         | | 4月20日  |
| 512                                                 | ハイ貝『パンダ』                                                         | | 4月23日  |
| 513                                                 | ホラ貝『ルール』                                                         | | 4月24日  |
| 514                                                 | アサリ・カモ貝・ハイ貝『色紙』                                           | ゼリーオチ。 | 4月25日  |
| 515                                                 | アカ貝・アサリ『挨拶』                                                   | | 4月26日  |
| 516                                                 | ヒ貝『ゴールデンウィーク前』                                             | | 4月27日  |
| 517                                                 | パウワ貝・ワスレ貝『火がない』                                           | | 4月30日  |
| 518                                                 | アサリ・カモ貝・アワビ・シャコ貝『まなび』                               | ゴールデンまなびウィークとのコラボ。 | 5月01日  |
| 519                                                 | マテ貝『心の準備』                                                       | | 5月02日  |
| 520                                                 | ホラ貝『オオカミ社員』                                                   | | 5月03日  |
| 521                                                 | カキ･パウア貝『ドライブ』                                                | | 5月04日  |
| 522                                                 | カガミ貝・フルイ貝『二人で出張 前編』                                    | ゼリーオチ。 | 5月07日  |
| 523                                                 | カガミ貝・フルイ貝『二人で出張 後編』                                    | ゼリーオチ。 | 5月08日  |
| 524                                                 | トリ貝『出会い』                                                         | | 5月09日  |
| 525                                                 | アワビ『板挟み』                                                         | | 5月10日  |
| 526                                                 | アサリ・カモ貝『お疲れシャンプー』                                       | | 5月11日  |
| 527                                                 | イシ貝『領域』                                                           | アサリが登場。 | 5月14日  |
| 528                                                 | アサリ・カモ貝・ハイ貝『出張費』                                         | | 5月15日  |
| 529                                                 | カキ『堪忍袋』                                                           | | 5月16日  |
| 530                                                 | マテ貝『おたのしみ』                                                     | | 5月17日  |
| 531                                                 | アサリ・ワスレ貝・ムール貝『ディア』                                     | | 5月18日  |
| 532                                                 | ハマグリ・イシ貝・ヒ貝『格闘ゲーム』                                     | パウア貝・アサリ・ワスレ貝・ ムール貝・ハイ貝・カモ貝が登場（画像のみ）。 | 5月21日  |
| 533                                                 | カモ貝・ムール貝『冷蔵庫』                                               | アサリ・ハイ貝・ホラ貝・シャコ貝・カキ・ パウア貝・トリ貝・オウム貝・アワビ・マテ貝・ ワスレ貝・ミル貝・ハマグリ・フルイ貝・ヒ貝・ イシ貝・カブラ貝・カガミ貝・ツブ貝が登場。 | 5月22日  |
| 534                                                 | アサリ『コロッケ』                                                       | | 5月23日  |
| 535                                                 | ツブ貝『背後』                                                           | | 5月24日  |
| 536                                                 | アワビ『二の足』                                                         | | 5月25日  |
| 537                                                 | ホラ貝『オオカミ社員②』                                                  | | 5月28日  |
| 538                                                 | カキ・パウア貝・イシ貝『飲みニュケーション』                             | | 5月29日  |
| 539                                                 | ヒ貝『福引』                                                             | | 5月30日  |
| 540                                                 | アサリ『テレビ会議』                                                     | | 5月31日  |
| 541                                                 | アサリ・カモ貝『6月』                                                    | | 6月01日  |
| 542                                                 | アサリ・イシ貝・ムール貝・カモ貝『フリーアドレス』                       | | 6月04日  |
| 543                                                 | パウア貝『上下関係』                                                     | | 6月05日  |
| 544                                                 | ワスレ貝『初恋①』                                                        | | 6月06日  |
| 545                                                 | ワスレ貝『初恋②』                                                        | | 6月07日  |
| 546                                                 | アサリ・トリ貝・ハマグリ『ホームラン』                                   | | 6月08日  |
| 547                                                 | アサリ・ハイ貝・カモ貝『火星①』                                          | | 6月11日  |
| 548                                                 | アサリ『火星②』                                                          | | 6月12日  |
| 549                                                 | ハイ貝『火星③』                                                          | アサリが登場。 | 6月13日  |
| 550                                                 | カモ貝『火星④』                                                          | | 6月14日  |
| 551                                                 | アサリ・ハイ貝・カモ貝『火星⑤』                                          | | 6月15日  |
| 552                                                 | 貝無し『あれ?』                                                          | | 6月18日  |
| 553                                                 | アサリ・カモ貝『言い訳大辞典』                                           | | 6月19日  |
| 554                                                 | アサリ・カモ貝・ハイ貝・マテ貝『貝社員を探せ』                           | | 6月20日  |
| 555                                                 | アサリ・ムール貝・トリ貝『うわさ』                                       | | 6月21日  |
| 556                                                 | パウア貝『オススメ』                                                     | | 6月22日  |
| 557                                                 | アサリ・ハイ貝・カモ貝『4人の出会い①』                                   | | 6月25日  |
| 558                                                 | アサリ・ハイ貝・カモ貝『4人の出会い②』                                   | | 6月26日  |
| 559                                                 | アサリ・ハイ貝・カモ貝『4人の出会い③』                                   | | 6月27日  |
| 560                                                 | アカ貝『深刻』                                                           | | 6月28日  |
| 561                                                 | 番貝編 6 (チューバッカ、ハン･ソロ)『アポ』                               | アサリ・ハイ貝が登場。 ハン・ソロ/スター・ウォーズ・ストーリーとのコラボ。 | 6月29日  |
| 562                                                 | アサリ・カモ貝『あかずの…』                                              | | 7月02日  |
| 7月3日の放送はサッカー日本代表関連報道のため休止    |                                                                          | |          |
| 563                                                 | イシ貝『社食改革』                                                       | 『新メニュー開発』に続く。 | 7月04日  |
| 564                                                 | アサリ・ハマグリ『新メニュー開発』                                       | イシ貝が登場（画像のみ）。 『社食改革』の続き。 | 7月05日  |
| 565                                                 | アサリ『七夕商事』                                                       | | 7月06日  |
| 7月9日の放送はTHE MUSIC DAYの特集を放送したため休止 |                                                                          | |          |
| 566                                                 | ツブ貝『フリマアプリ』                                                   | | 7日10日  |
| 567                                                 | アサリ・カモ貝・シャコ貝・アワビ『オヤジ 前編』                          | | 7月11日  |
| 568                                                 | カモ貝『オヤジ 後編』                                                    | | 7月12日  |
| 569                                                 | アサリ・ムール貝・アワビ・ハマグリ『アリバイ』                           | | 7月13日  |
| 570                                                 | アサリ『コンプライアンス』                                               | | 7月16日  |
| 571                                                 | ホラ貝『またまた』                                                       | | 7月17日  |
| 572                                                 | アサリ・トリ貝・マテ貝『カムバック』                                     | | 7月18日  |
| 573                                                 | アサリ・ハイ貝・フルイ貝『キャップthe課長』                              | | 7月19日  |
| 574                                                 | ツメタ貝・アサリ『ライバル企業』                                         | | 7月20日  |
| 575                                                 | アサリ・ハイ貝・トリ貝『拝啓、お母さん』                                 | | 7月23日  |
| 576                                                 | イシ貝・カキ・ツブ貝・ヒ貝『企画書破り』                                 | アサリが登場。 | 7月24日  |
| 577                                                 | アサリ『バドミントン族』                                                 | | 7月25日  |
| 578                                                 | ハマグリ『スター』                                                       | | 7月26日  |
| 579                                                 | アカ貝『倒産』                                                           | | 7月27日  |
| 580                                                 | アサリ・カモ貝・ハイ貝『深夜の会議室』                                   | | 7月30日  |
| 581                                                 | カガミ貝・ツブ貝『料理写真』                                             | | 7月31日  |
| 582                                                 | アサリ・カモ貝・ハイ貝・ハマグリ『出張帰り』                             | | 8月01日  |
| 583                                                 | カキ・ワスレ貝『究極奥義』                                               | | 8月02日  |
| 584                                                 | アサリ『尾崎とランチ』                                                   | | 8月03日  |
| 585                                                 | アサリ・カモ貝『バランス族』                                             | | 8月06日  |
| 586                                                 | ハマグリ『VR』                                                           | | 8月07日  |
| 587                                                 | アカ貝『大丈夫』                                                         | カモ貝が登場。 | 8月08日  |
| 8月9日の放送は台風13号関連報道のため休止            |                                                                          | |          |
| 588                                                 | イシ貝『オヤジギャグ』                                                   | カキ・パウア貝が登場。 | 8月10日  |
| 589                                                 | アサリ・カモ貝『交換』                                                   | | 8月13日  |
| 590                                                 | アサリ・カモ貝『創業者の涙』                                             | | 8月14日  |
| 591                                                 | ツブ貝『卒業』                                                           | | 8月15日  |
| 592                                                 | アサリ『まつり』                                                         | | 8月16日  |
| 593                                                 | アサリ『線香花火』                                                       | | 8月17日  |
| 594                                                 | ツメタ貝・アサリ『クッション』                                           | ハイ貝・カモ貝が登場。 | 8月20日  |
| 595                                                 | アサリ・カモ貝『尾崎・会社やめるってよ』                                 | | 8月21日  |
| 596                                                 | カモ貝『買ってきて』                                                     | | 8月22日  |
| 597                                                 | ハマグリ『未来へGO!』                                                    | | 8月23日  |
| 598                                                 | アサリ・カガミ貝・ハイ貝・マテ貝『バー』                                 | | 8月24日  |
| 8月27日の放送は24時間テレビの特集を放送したため休止 |                                                                          | |          |
| 599                                                 | アサリ・カモ貝『髪が伸びる人形』                                         | | 8月28日  |
| 600                                                 | アサリ『ライバル上司』                                                   | | 8月29日  |
| 601                                                 | アワビ・アサリ・ムール貝・パウア貝『厳しさ』                             | | 8月30日  |
| 602                                                 | アカ貝・イシ貝『包み隠さず』                                             | | 8月31日  |
| 603                                                 | ムール貝『顔ハメパネル』                                                 | | 9月03日  |
| 604                                                 | アサリ・カモ貝『アンドロイド』                                           | | 9月04日  |
| 605                                                 | ハマグリ『アップダウン』                                                 | | 9月05日  |
| 9月6日の放送は北海道胆振東部地震関連報道のため休止  |                                                                          | |          |
| 9月7日の放送は北海道胆振東部地震関連報道のため休止  |                                                                          | |          |
| 606                                                 | カキ・パウア貝・イシ貝『愚痴』                                           | | 9月10日  |
| 607                                                 | カモ貝・トリ貝・ムール貝・ワスレ貝『集合』                               | ホラ貝・シャコ貝が登場。 | 9月11日  |
| 608                                                 | アワビ『メモを取る』                                                     | | 9月12日  |
| 609                                                 | アサリ『袋とじ』                                                         | | 9月13日  |
| 610                                                 | 番貝編『ありえない』                                                     | 五十嵐色葉・筒井光が主役。 アサリが登場。 3D彼女 リアルガールとのコラボ。 | 9月14日  |
| 611                                                 | カブラ貝『バースデー』                                                   | | 9月17日  |
| 612                                                 | アサリ『尾崎、キャリアに染まるってよ』                                   | | 9月18日  |
| 613                                                 | アサリ『尾崎、デビルになったってよ』                                     | | 9月19日  |
| 614                                                 | アサリ・イシ貝・トリ貝・マテ貝・ハイ貝『尾崎、ジップ商事に戻ったってよ』 | ホラ貝・シャコ貝・オウム貝が登場。 | 9月20日  |
| 615                                                 | 番貝編『サバイバル・ウェディングス』                                     | 黒木さやかが主役。 トリ貝が登場。 サバイバル・ウェディングとのコラボ。 | 9月21日  |
| 616                                                 | マテ貝『将棋』                                                           | | 9月24日  |
| 617                                                 | カガミ貝・ツブ貝『アドバイス』                                           | | 9月25日  |
| 618                                                 | アサリ『へりくつ』                                                       | | 9月26日  |
| 619                                                 | アカ貝『ミスのフォロー』                                                 | | 9月27日  |
| 620                                                 | アサリ・カモ貝・ハイ貝『させるか』                                       | | 9月28日  |
| 621                                                 | アサリ・ハイ貝『向き合い方』                                             | ムール貝が登場。 | 10月01日 |
| 622                                                 | 番貝編 (アサリ)『社食新メニュー紹貝 (1)』                                | | 10月02日 |
| 623                                                 | マテ貝『呼んで』                                                         | | 10月03日 |
| 624                                                 | ツメタ貝・イシ貝『ヘッドハンティング』                                   | | 10月04日 |
| 625                                                 | アサリ・カモ貝・ワスレ貝『誰かの色紙』                                   | パウア貝・マテ貝・ツメタ貝が登場（画像のみ）。 | 10月05日 |
| 626                                                 | アサリ・カモ貝・ハイ貝・ムール貝・ホラ貝・ツブ貝『窮地』                 | | 10月08日 |
| 627                                                 | ハマグリ『聞こえますか』                                                 | | 10月09日 |
| 628                                                 | 番貝編『社食新メニュー紹貝(2)』                                          | アサリが主役。 | 10月10日 |
| 629                                                 | マテ貝『準備』                                                           | | 10月11日 |
| 630                                                 | アサリ・カモ貝・アワビ『うっかり』                                       | | 10月12日 |
| 631                                                 | アサリ・カモ貝・ムール貝・シャコ貝『アプリ開発』                         | | 10月15日 |
| 632                                                 | アサリ『突然のクイズ』                                                   | | 10月16日 |
| 633                                                 | イシ貝『これが』                                                         | | 10月17日 |
| 634                                                 | カモ貝・シャコ貝・アサリ・アワビ『間食』                                 | | 10月18日 |
| 635                                                 | マテ貝『パパ』                                                           | | 10月19日 |
| 636                                                 | アサリ『サボール商店』                                                   | | 10月22日 |
| 10月23日は前日と同一内容を放送                      |                                                                          | |          |
| 637                                                 | アサリ・カモ貝・ハイ貝・ホラ貝『成功祈願』                               | マテ貝が登場。 | 10月24日 |
| 638                                                 | 番貝編『猫好き(前編)』                                                   | 悟が主役。 アサリ・ハイ貝・カモ貝が登場。 旅猫リポートとのコラボ。 | 10月25日 |
| 639                                                 | 番貝編『猫好き(後編)』                                                   | 悟が主役。 アサリが登場。 旅猫リポートとのコラボ。 | 10月26日 |
| 640                                                 | ツメタ貝・アサリ・ハイ貝『ライバル対決』                                 | パウア貝が登場。 | 10月29日 |
| 641                                                 | アワビ『ルーチン』                                                       | | 10月30日 |
| 642                                                 | アサリ・カモ貝・ハイ貝『仮装世界』                                       | | 10月31日 |
| 643                                                 | アサリ・カモ貝・ハイ貝『貝社員のおサボり講座』                           | 番貝編。 アワビが登場。 | 11月01日 |
| 644                                                 | アカ貝『気持ち』                                                         | | 11月02日 |
| 645                                                 | アサリ・カモ貝・ハイ貝『ち、違いますよ』                                 | | 11月05日 |
| 646                                                 | ハイ貝・ムール貝・アサリ『ホワイト企業』                                 | カモ貝・トリ貝・アワビが登場。 | 11月06日 |
| 647                                                 | アサリ『アサリのゆるゆるお便り紹貝⑤』                                    | 番貝編。 | 11月07日 |
| 648                                                 | アサリ『お寿司』                                                         | | 11月08日 |
| 649                                                 | アサリ・カモ貝・ハイ貝『Gメン』                                          | | 11月09日 |
| 650                                                 | ハイ貝『ハイ貝の里帰り』                                                 | ハイ貝の家族が登場。 | 11月12日 |
| 651                                                 | アサリ・カモ貝・ハイ貝『応募』                                           | | 11月13日 |
| 652                                                 | アサリ・カモ貝・ハイ貝『貝社員を探せ②』                                  | | 11月14日 |
| 653                                                 | ハマグリ『夢の薬』                                                       | ハイ貝・カモ貝・ワスレ貝が登場。 | 11月15日 |
| 654                                                 | アサリ・カモ貝・ハイ貝『サボール商店②』                                  | | 11月16日 |
| 655                                                 | アサリ・カモ貝・ハイ貝『パネル抜き』                                     | | 11月19日 |
| 656                                                 | アサリ『紅葉』                                                           | | 11月20日 |
| 657                                                 | イシ貝『恋する企画書』                                                   | | 11月21日 |
| 658                                                 | アサリ・アワビ・ムール貝『ビデオ判定』                                   | | 11月22日 |
| 659                                                 | アサリ・カモ貝『どう思う?』                                              | | 11月23日 |
| 660                                                 | アサリ・ツメタ貝『理由①』                                                | | 11月26日 |
| 661                                                 | アサリ・ツメタ貝『理由②』                                                | カモ貝が登場。 | 11月27日 |
| 662                                                 | アサリ・カモ貝・ハイ貝『異世界』                                         | | 11月28日 |
| 663                                                 | ツメタ貝・アサリ『コンペ』                                               | カモ貝が登場。 | 11月29日 |
| 664                                                 | 番貝編『運転士』                                                         | 奥薗晶が主役。 アサリが登場。 かぞくいろとのコラボ。 | 11月30日 |
| 665                                                 | アオイ貝『社長登場』                                                     | | 12月03日 |
| 666                                                 | アサリ・カモ貝・ハイ貝『原始時代だよ! 貝社員』                           | 番貝編。 | 12月04日 |
| 667                                                 | アサリ『未来から来た男』                                                 | | 12月05日 |
| 668                                                 | ワスレ貝『なにがし太郎』                                                 | | 12月06日 |
| 669                                                 | アサリ・カモ貝・ハイ貝『VR会議』                                         | | 12月07日 |
| 670                                                 | アサリ・カモ貝・ハイ貝『匿名インタビュー』                               | | 12月10日 |
| 671                                                 | アサリ・シャコ貝『社交辞令講座』                                         | | 12月11日 |
| 672                                                 | カガミ貝『PC借ります』                                                   | | 12月12日 |
| 673                                                 | アサリ『分身サボりの術』                                                 | | 12月13日 |
| 674                                                 | アサリ、カモ貝『カップイケ麺』                                           | ハマグリが登場（画像のみ）。 | 12月14日 |
| 675                                                 | ハイ貝『ハイ語講座』                                                     | | 12月17日 |
| 676                                                 | アサリ・カモ貝・イシ貝『七光くん』                                       | | 12月18日 |
| 677                                                 | ワスレ貝・イシ貝・ツブ貝『貝社員を探せ③』                                | | 12月19日 |
| 678                                                 | 番貝編 (アサリ)『マンモス』                                              | | 12月20日 |
| 679                                                 | アサリ・カモ貝・トリ貝・ホラ貝『無礼講』                                 | ハイ貝・ムール貝・シャコ貝・ワスレ貝・ アワビ・カガミ貝・ミル貝が登場。 | 12月21日 |
| 680                                                 | カブラ貝『チップ』                                                       | シャコ貝・アワビ・ホラ貝が登場。 | 12月24日 |
| 681                                                 | アサリ『パワーアップ』                                                   | | 12月25日 |
| 682                                                 | アオイ貝『英語公用語化』                                                 | | 12月26日 |
| 683                                                 | ハイ貝『音楽チャート』                                                   | ハイ貝のアーティスト達が登場。 | 12月27日 |
| 684                                                 | アサリ・ハイ貝・カモ貝・ワスレ貝『2018年を振り返って』                   | ホラ貝・アワビ・ツブ貝・ ムール貝・ハマグリ・イシ貝が登場。 | 12月28日 |

#### 2019年
| #   | サブタイトル                                                           | 備考 | 放送日  |
| --- | ---------------------------------------------------------------------- | --- | ------- |
| 685 | ハイ貝『ものまね番組』                                                 | ものまね番組の出演者達が登場。 | 1月07日 |
| 686 | ムール貝・シャコ貝・ホラ貝『貝社員のおサボり講座②』                    | | 1月08日 |
| 687 | イシ貝『奇遇ですね』                                                   | | 1月09日 |
| 688 | アサリ・カモ貝『契約書』                                               | ハイ貝・ワスレ貝・カガミ貝・シャコ貝・トリ貝・アワビが登場。 | 1月10日 |
| 689 | アサリ『誰だよ！のプロ』                                               | | 1月11日 |
| 690 | カブラ貝『ニュース』                                                   | | 1月14日 |
| 691 | アサリ・カモ貝・ハイ貝『映画鑑賞』                                     | ハイ貝の映画俳優達が登場。 | 1月15日 |
| 692 | じゅ                                                                   | | 1月16日 |
| 693 | ハマグリ『高速で働くスーツ』                                           | | 1月17日 |
| 694 | アオイ貝・ムール貝・アワビ・カモ貝・トリ貝・アサリ『ピンチはチャンス』 | | 1月18日 |
| 695 | 2000回記念SP 風間俊介さん登場 ZIP!出向編①『収録後』                    | 風間俊介が主役。 アサリが登場。 ZIP! 2000th SPECIAL WEEKとのコラボ。 アニメでのタイトル名は『オンエア後』。                                                                                        | 1月21日 |
| 696 | 2000回記念SP 山下健二郎さん登場 ZIP!出向編②『カンペ』                  | 山下健二郎が主役。 アサリが登場。 ZIP! 2000th SPECIAL WEEKとのコラボ。 | 1月22日 |
| 697 | 2000回記念SP 工藤阿須加さん登場 ZIP!出向編③『プロデューサー』          | 工藤阿須加が主役。 パウア貝が登場。 ZIP! 2000th SPECIAL WEEKとのコラボ。 | 1月23日 |
| 698 | 2000回記念SP 田中直樹さん登場 ZIP!出向編④『メイクさん』                | 田中直樹が主役。 ムール貝が登場。 ZIP! 2000th SPECIAL WEEKとのコラボ。 | 1月24日 |
| 699 | 2000回記念SP 鈴木杏樹さん登場 ZIP!出向編⑤『変わってる』                | 鈴木杏樹が主役。 アサリ・カモ貝・ハイ貝・トリ貝が登場。 ZIP! 2000th SPECIAL WEEKとのコラボ。 | 1月25日 |
| 700 | イシ貝『想定貝』                                                       | | 1月28日 |
| 701 | アサリ『予告』                                                         | ハイ貝・カモ貝が登場。 | 1月29日 |
| 702 | アワビ『お詫び講座』                                                   | ハイ貝・カモ貝・アサリ・イシ貝・ワスレ貝が登場。 | 1月30日 |
| 703 | ハマグリ・アサリ・ハイ貝・カモ貝『出勤』                               | | 1月31日 |
| 704 | トリ貝『チェンジ』                                                     | | 2月01日 |
| 705 | アサリ・カモ貝・ハイ貝『来日イベント』                                 | | 2月04日 |
| 706 | アサリ『日焼け』                                                       | | 2月05日 |
| 707 | アオイ貝『社内視察』                                                   | | 2月06日 |
| 708 | アサリ『BGM』                                                          | | 2月07日 |
| 709 | 番貝編『始末屋』                                                       | 冴羽獠が主役。 アサリが登場。 劇場版シティーハンター 新宿プライベートアイズとのコラボ。 | 2月08日 |
| 710 | ホラ貝『特訓』                                                         | | 2月11日 |
| 711 | カモ貝『領収書』                                                       | | 2月12日 |
| 712 | アサリ・カモ貝・ハイ貝『サボール博物館』                               | | 2月13日 |
| 713 | トリ貝・ムール貝・アサリ・カモ貝『3倍返し』                            | | 2月14日 |
| 714 | イシ貝『イシ貝の告白』                                                 | | 2月15日 |
| 715 | ハマグリ・アサリ『カップイケ麺②』                                      | イシ貝が登場（画像のみ）。 | 2月18日 |
| 716 | カブラ貝『洋楽』                                                       | | 2月19日 |
| 717 | アサリ・カモ貝『想いの程度』                                           | | 2月20日 |
| 718 | アオイ貝『社長直々』                                                   | アサリ・ハイ貝・カモ貝が登場。 | 2月21日 |
| 719 | アサリ・カモ貝・ハイ貝『キャット商事』                                 | | 2月22日 |
| 720 | ワスレ貝『走馬灯』                                                     | アサリ・ハイ貝・カモ貝が登場。 | 2月25日 |
| 721 | フミ貝『コピー』                                                       | | 2月26日 |
| 722 | アサリ・カモ貝・ムール貝『変わったところ』                             | | 2月27日 |
| 723 | アオイ貝『改革』                                                       | アサリ・ハイ貝・カモ貝・アワビ・トリ貝・ホラ貝が登場。 | 2月28日 |
| 724 | 番貝編『変えたい過去』                                                 | 平野進・北村志織が主役。 アサリ・カモ貝が登場。 九月の恋と出会うまでとのコラボ。 | 3月01日 |
| 725 | トリ貝『救急車』                                                       | | 3月04日 |
| 726 | アサリ・カモ貝・ハイ貝『貝社員を探せ④』                                | パウア貝が登場。 | 3月05日 |
| 727 | イシ貝『カップイケ麺③』                                                | アサリ・ムール貝・ホラ貝（画像のみ）が登場。 | 3月06日 |
| 728 | フミ貝『印鑑』                                                         | | 3月07日 |
| 729 | フミ貝『DJ』                                                           | | 3月08日 |
| 730 | アサリ・カモ貝・シャコ貝『今までありがとう』                           | | 3月11日 |
| 731 | ツメタ貝・アサリ『やめさせ屋』                                         | | 3月12日 |
| 732 | ハイ貝『お昼の番組』                                                   | ハイ貝のトーク番組の出演者達が登場。 | 3月13日 |
| 733 | ホラ貝『カップイケ麺④』                                                | アサリ・カモ貝が登場。 | 3月14日 |
| 734 | アサリ『ZZZ』                                                          | | 3月15日 |
| 735 | カブラ貝『海外出張』                                                   | | 3月18日 |
| 736 | フミ貝『コール&レスポンス』                                            | アサリ・カモ貝・ワスレ貝・パウア貝が登場。 | 3月19日 |
| 737 | パウア貝『CC』                                                         | | 3月20日 |
| 738 | アサリ『会議』                                                         | 朝だよ!貝社員最後の調理オチ。 | 3月21日 |
| 739 | アカ貝『裏の顔』                                                       | | 3月22日 |
| 740 | ツメタ貝･アサリ･カモ貝･ハイ貝『朝だよ! 貝社員①』                       | | 3月25日 |
| 741 | ツメタ貝･アサリ･カモ貝『朝だよ! 貝社員②』                              | | 3月26日 |
| 742 | アサリ･アカ貝･カキ･他『朝だよ! 貝社員③』                               | ワスレ貝・ハマグリ・ハイ貝 カモ貝・マテ貝・シャコ貝・ホラ貝・アワビ・パウア貝 トリ貝・ムール貝・オウム貝・ミル貝・ツブ貝・カガミ貝 フミ貝・フルイ貝・イシ貝・カブラ貝・ヒ貝・アオイ貝が登場。      | 3月27日 |
| 743 | アサリ･カモ貝･ハイ貝･他『朝だよ! 貝社員④』                             | ツメタ貝・ムール貝 パウア貝・カキ・シャコ貝・ホラ貝・マテ貝 アワビトリ貝・オウム貝・ワスレ貝・ミル貝 ヒ貝・フミ貝・イシ貝・ツブ貝・カガミ貝 ハマグリ・アオイ貝・アカ貝・カブラ貝・フルイ貝が登場。 | 3月28日 |
| 744 | アサリ･イシ貝･アオイ貝･他『朝だよ! 貝社員⑤』                           | カモ貝・カブラ貝 ツメタ貝・カガミ貝・ツブ貝・ハイ貝・カキ シャコ貝・ホラ貝・ムール貝・パウア貝・トリ貝 マテ貝・アワビ・オウム貝・ワスレ貝・ミル貝 ヒ貝・フミ貝・ハマグリ・アカ貝・フルイ貝が登場。 | 3月29日 |

#### 傑作選放送
| #       | サブタイトル           | 放送日  | 本放送日 |
| ------- | ---------------------- | ------- | -------- |
| 傑作選1 | ハイ貝『頼みたいこと』 | 4月28日 | 4月05日  |
| 傑作選2 | アサリ『確認』         | 5月03日 | 4月08日  |
| 傑作選3 | カモ貝『納期』         | 5月04日 | 4月22日  |
| 傑作選4 | カガミ貝『カガミ』     | 5月05日 | 4月12日  |

| #       | サブタイトル                                 | 放送日         | 本放送日       |
| ------- | -------------------------------------------- | -------------- | -------------- |
| 傑作選1 | アサリ・ハイ貝『会話』                       | 2017年03月20日 | 2016年07月01日 |
| 傑作選2 | ワスレ貝・カモ貝『不安なコンビ』             | 2017年03月21日 | 2016年11月10日 |
| 傑作選3 | アサリ・ハイ貝・トリ貝・ムール貝『よろしく』 | 2017年03月22日 | 2016年11月11日 |
| 傑作選4 | アサリ・トリ貝『接待』                       | 2017年03月23日 | 2016年09月09日 |
| 傑作選5 | アサリ・ホラ貝・ハイ貝・マテ貝『運動会』     | 2017年03月24日 | 2016年10月10日 |

| #       | サブタイトル             | 放送日         | 本放送日       |
| ------- | ------------------------ | -------------- | -------------- |
| 傑作選1 | アサリ『徹夜』           | 2017年05月01日 | 2016年09月01日 |
| 傑作選2 | カガミ貝『ナナメの角度』 | 2017年05月02日 | 2016年7月25日  |
| 傑作選3 | カモ貝『無断欠勤』       | 2017年05月03日 | 2016年8月31日  |
| 傑作選4 | ワスレ貝『はじめまして』 | 2017年05月04日 | 2016年9月21日  |
| 傑作選5 | ハイ貝『タクシー』       | 2017年05月05日 | 2016年9月16日  |

#### 特別版「朝だよ！貝社員」
| サブタイトル                       | 放送日         | 本放送日       |
| ---------------------------------- | -------------- | -------------- |
| アサリ・カモ貝『お疲れシャンプー』 | 2019年03月15日 | 2018年05月11日 |

#### 学べる!貝社員
| # | サブタイトル | 放送日         |
| - | ------------ | -------------- |
| 1 | ミル貝       | 2017年05月01日 |
| 2 | オウム貝     | 2017年05月02日 |
| 3 | ホラ貝       | 2017年05月03日 |
| 4 | マテ貝       | 2017年05月04日 |
| 5 | カモ貝       | 2017年05月05日 |

## デラックスだよ!貝社員

### スタッフ
- 監督 - モリ・マサ
- 脚本 - モリ・マサ
- キャラクターデザイン - 沼田光太郎、まるめな（おおつかめぐみ）
- プロデューサー - 井上勝哉、山根万菜実
- アソシエイトプロデューサー - 蛭川彩子
- 制作 - 下山葵
- 宣伝 - 城紀実、瀧田理絵、上林由佳
- ロゴ - GRAPE BRAIN
- OP ED 作詞 - モリ・マサ
- OP 曲・歌 - 渡部チェル
- ED 曲 - 渡部チェル

### 各話リスト

#### 2019年
| 話数                | サブタイトル                      | 英語のサブタイトル                          | 煽り文            | 作画       | 配信日   |
| ------------------- | --------------------------------- | ------------------------------------------- | ----------------- | ---------- | -------- |
| 1                   | エリート!こんなの初体験!          | Such a first experience for the elite!      |                   | 和泉成彦   | 7月19日  |
| 2                   | これこそ闇! 営業の実態!           | This is the dark side! The worst sales ever |                   | 和泉成彦   | 7月26日  |
| 3                   | 2位じゃダメなんです!              | Second place is not enough!                 |                   | 和泉成彦   | 8月2日   |
| 4                   | 凄惨な精算と清算!                 | Miserable expenses and settlement           | ※山下大輝登場回   | 和泉成彦   | 8月9日   |
| 5                   | お盆休み                          | Summer vacation                             |                   | 鈴木豆     | 8月16日  |
| 6                   | 絶対に負けられない定時退社がある! | Our time to leave office                    |                   | 和泉成彦   | 8月23日  |
| 7                   | 社内不倫の実情がヤバイ!           | Scoop! Office love affair                   |                   | 和泉成彦   | 8月30日  |
| 8                   | 代案を出せ                        | Give me an alternative!                     |                   | 和泉成彦   | 9月6日   |
| 9月13日の配信は無し |                                   |                                             |                   |            |          |
| 9                   | 確認確認確認 地獄!!               | Confirm it like hell!!                      | ※鈴木福くん登場回 | 和泉成彦   | 9月20日  |
| 9月27日の配信は無し |                                   |                                             |                   |            |          |
| 10                  | 異常!過激なリスクヘッジ           | Excessive risk hedging                      | ※江口拓也登場回   | 鈴木豆     | 10月4日  |
| 11                  | 無能な高給取りってカッコイイ!!    | Incompetent high salary is the coolest!!    |                   | 和泉成彦   | 10月18日 |
| 12                  | あなたもやってませんか!? 無駄会議 | Beware of needless meetings!                |                   | 和泉成彦   | 11月1日  |
| 13                  | 意味なし!細かすぎる担当分け       | Pointless! Too many people in charge        |                   | サイトゥー | 12月6日  |

#### 2020年
| 話数 | サブタイトル                  | 英語のサブタイトル                           | 作画                         | 配信日  |
| ---- | ----------------------------- | -------------------------------------------- | ---------------------------- | ------- |
| 14   | サラリーマンよ!これが接待だ!! | To all businessmen:This is entertainment!    | 鈴木豆                       | 1月10日 |
| 15   | 満員電車を快適に過ごす選手権  | Crowded train Championship!                  | 鈴木豆                       | 2月7日  |
| 16   | パワハラ上司の末路            | Last days of power harassing boss!           | サイトゥー、佐藤充夫         | 3月6日  |
| 17   | 希望退職制度がやってきた!     | Here comes the voluntary retirement program! | 西山司                       | 4月4日  |
| 18   | オンライン会議の盲点!         | The Blind Spot of Teleconferencing           | 西山司                       | 5月1日  |
| 19   | 新人研修の本当の狙い!         | The true purpose of new employee training    | 西山司                       | 6月5日  |
| 20   | 予算1万円の社員旅行!          | A company trip with a budget of 10,000 yen!  | 西山司                       | 7月3日  |
| 21   | ハイ貝の夏休み                | Ivory shell's vacation                       | 鈴木豆                       | 8月7日  |
| 22   | 最高の在宅ワーク環境          | The best environment for work from home      | 鈴木豆、サイトゥー、和泉成彦 | 9月4日  |

#### 2021年
| 話数 | サブタイトル | 英語のサブタイトル | 煽り文              | 作画     | 配信日  |
| ---- | ------------ | ------------------ | ------------------- | -------- | ------- |
| 23   | 光と影       | Light and Shadow   | ラスト3話!Z課解散!! | 柿木直子 | 3月5日  |
| 24   | 真実         | The Truth          | 次貝最終回!         | 鈴木豆   | 3月12日 |
| 25   | 信念         | Convictions        | ついに最終回!       | 鈴木豆   | 3月19日 |

#### 特別編
概要
本来の配信日の金曜日ではなく、月曜日に配信され、配信元も（『デラックスだよ!貝社員』の）DLE Channelではなく、リポビタンマンの動画となっている。DLE Channelには1分26秒までの動画がアップされた。
あらすじ
リポビタンマンがうずしお商事に中途として入社し、アサリに頼まれて企画書を作成した。だが、作ったのはリポビタンDであった。
スタッフ
- 監督 - モリ・マサ
- 脚本 - モリ・マサ
- キャラクターデザイン - 沼田光太郎、まるめな（おおつかめぐみ）、奥田真也（リポビタンマン原案）
- プロデューサー - 井上勝哉、加藤隼輔、水野哲郎(カドベヤ)
- 制作 - 下山葵
- 宣伝 - 城紀実、瀧田理絵、上林由佳
- ロゴ - GRAPE BRAIN
- OP 曲・歌 - 渡部チェル
- ED 曲 - 渡部チェル

| サブタイトル                   | 備考                       | 作画       | 配信日        |
| ------------------------------ | -------------------------- | ---------- | ------------- |
| 中途入社の後輩がぶっとびすぎ!! | リポビタンマンとのコラボ。 | 山脇光太郎 | 2019年9月30日 |

#### 番外編
概要
こちらは配信元はDLE Channelである。なお、（『朝だよ!貝社員』の）番"貝"編ではなく、番"外"編と表記されている。
スタッフ
- 監督 - モリ・マサ
- 脚本 - モリ・マサ
- キャラクターデザイン - 沼田光太郎、まるめな（おおつかめぐみ）
- プロデューサー - 山根万菜実
- 制作 - 下山葵
- 宣伝 - 城紀実、瀧田理絵、上林由佳
- ロゴ - GRAPE BRAIN
- ED 曲 -「ドレミ 夢みるアドレセンス」（アルバム：SUPER JET SUPER収録曲）

| サブタイトル     | 煽り文            | 作画               | 配信日         |
| ---------------- | ----------------- | ------------------ | -------------- |
| アイドル新入社員 | ※「夢アド」登場回 | 鈴木豆、サイトゥー | 2020年10月23日 |

## 放送局・配信

### 放送局
ZIP!#ネット局に記載のある、（編成上は）フルネット局（ローカル枠の差し替え行使局を含む）で6:27頃 - 6:28に放送。
- 2018年9月までは6:45頃 - 6:46頃の放送であったため、札幌テレビ、読売テレビを除く『ZIP!』のネット局全局で放送（ローカル枠での放送であり、各局別にローカル差し替えを行使しているため）。
- 傑作選は通常時の非ネット局でも放送される。
- 2019年3月3日(日)よりBSアニマックスでも放送される。

### 配信
- 放送後、TVerで一週間無料配信している。
- 2018年7月1日から公式YouTubeチャンネル「テレビバアニメ【公式】」や日テレ無料TADAで配信[注 23]されていて、動画のタイトルはサブタイトルの前に煽り文が付くようになった。